# Zirkon
Zirkon ist ein Mineral aus der Mineralklasse der „Silikate und Germanate“ mit der chemischen Zusammensetzung Zr[SiO4] und damit chemisch gesehen ein Zirconium-Silikat, das strukturell zu den Inselsilikaten zählt. Sehr typisch sind zum Teil hohe Gehalte an Hafnium, Uran, Thorium, Yttrium, Cer und anderen Metallen der Seltenen Erden (Rare Earth Elements, REE). Zirkon bildet eine lückenlose Mischkristallreihe mit seinem wesentlich selteneren hafniumdominanten Analogon Hafnon. Reidit ist eine Hochdruckmodifikation von Zirkon.
Das Mineral kristallisiert im tetragonalen Kristallsystem und entwickelt meist kurzprismatische Kristalle mit quadratischem Querschnitt und pyramidalen Kristallenden sowie Kristalle mit dipyramidalem Habitus. Die meist eingewachsenen, nur selten aufgewachsenen Kristalle können bis zu 30 cm Größe erreichen. Zirkon findet sich ferner in radialstrahligen Aggregaten, unregelmäßigen Körnern, massiv sowie in Form von abgerollten, stark verrundeten Kristallen. In reiner Form ist Zirkon farblos und durchsichtig. Durch vielfache Lichtbrechung aufgrund von Gitterfehlern oder polykristalliner Ausbildung kann er aber auch weiß erscheinen, wobei farblose bis weiße Zirkone nur selten zu finden sind. Meist nimmt das Mineral durch verschiedene Fremdbeimengungen eine graue, braune bis rotbraune und seltener auch gelbe, grüne oder blaue Farbe an.
Exemplare, die aufgrund ihrer Größe und Reinheit Edelsteinqualität zeigen, sind aufgrund ihres diamantähnlichen Glanzes ein beliebter Ersatz für Diamanten. Zirkon ist nicht zu verwechseln mit dem synthetisch hergestellten Zirkonia (Formel: ZrO2, Zirconium(IV)-oxid), der ebenfalls als Schmuckstein und Diamantimitation dient.

## Etymologie und Geschichte

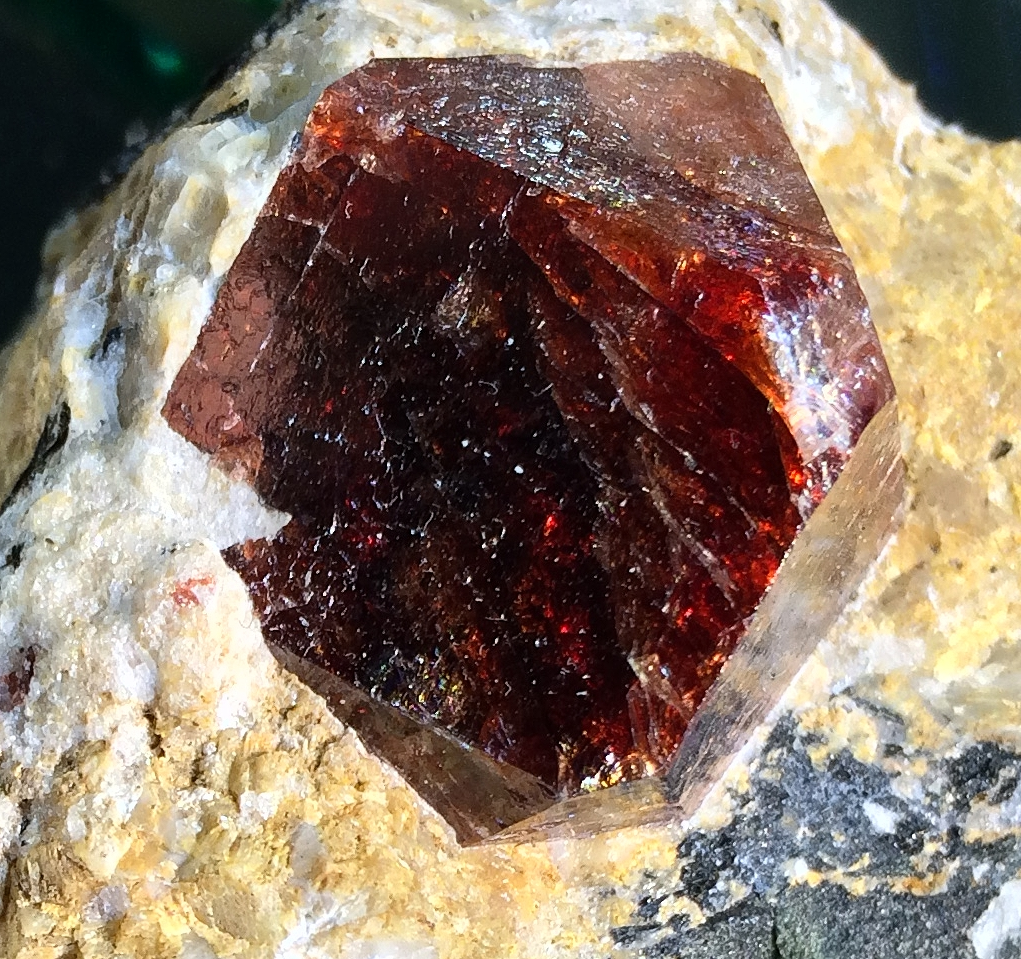
Roter Zirkon von einem unbenannten Fundort in Pakistan

Der Name Zirkon stammt entweder vom arabischen zarqun für „Zinnober“ oder vom persischen زرگون zargun für „goldfarben“. Verändert finden sich diese Bezeichnungen im Namen Jargon wieder, womit helle Zirkone benannt worden sind.
Der seit der Antike verwendete Name Hyacinth (Hyazinth) bezog sich ursprünglich auf ein blaues oder violettes Mineral. Er stammt vom griechischen Wort Υάκινθος hyakinthos für „Jüngling“ – in der griechischen Mythologie war Hyakinthos eine Blume, die aus dem Blut des gleichnamigen Jünglings entstand. Schon im Jahre 300 vor Christi Geburt war das Mineral von Theophrastos von Eresos nach dem griechischen Wort λυγκύριον lyncurion als Lyncurion bezeichnet worden. Ein mit dem heutigen Zirkon wahrscheinlich identisches Mineral nannte Plinius der Ältere in seiner um 77 n. Chr. entstandenen Naturgeschichte (Naturalis historia) Chrysolithos. Von Georgius Agricola 1546 als Hyacinthus und von Barthélemy Faujas de Saint-Fond 1772 als Hyacinthe bezeichnet.
Jean-Baptiste Romé de L’Isle bildete als Erster die charakteristische Kristallform des Zirkons mit Prisma und Pyramide ab und unterschied säulig-gestreckte und pseudorhombendodekaedrische Varietäten. Martin Heinrich Klaproth wies darauf hin, dass Romé als Erster des Jargon de Ceylan „als einer besondern Steinart … gedacht“ hatte. Erstmals als Zirkon (Silex Circonius) bezeichnet wurde das Mineral 1783 durch Abraham Gottlob Werner, dessen Schüler Christian August Siegfried Hoffmann den Zirkon in das von ihm nach den Vorträgen von Werner verfasste „Handbuch der Mineralogie“ aufnahm.

„Der Name Zirkon ist entweder zeilanischen Ursprungs, oder aus dem französischen Worte Jargon, womit die Juwelenhändler ehemals alle diejenigen unfarbigen Edelsteine bezeichneten, die, wenn sie geschliffen sind, das Auge durch eine scheinbare Aehnlichkeit mit dem Demante täuschen, durch Korruption entstanden.“

Martin Heinrich Klaproth analysierte im Jahre 1789 gelbgrüne und rötliche Zirkone von Ceylon (heute Sri Lanka) und entdeckte darin „eine bisher unbekannte, selbständige, einfache Erde“, der er den Namen „Zirkonerde“ (Terra circonia) gab. Dieselbe Erde fand Klaproth in einem Hyazinth von Ceylon, wodurch sich Zirkon einerseits und Hyazinth andererseits „als zwei Arten oder Gattungen eines eigenthümlichen Steingeschlechts“ erwiesen; die neue Erde könnte eventuell auch „Hyacintherde“ genannt werden. Erst René-Just Haüy vereinigte Hyazinth und Zirkon bei exakter Bestimmung der Kristallformen zu einem einzigen Mineral. Das chemische Element Zirconium isolierte erstmals der schwedische Mediziner und Chemiker Jöns Jakob Berzelius.
Im Typmineralkatalog der International Mineralogical Association (IMA) wird als Typlokalität (Fundort des Materials der Erstbeschreibung) für den Zirkon zwar Sri Lanka angegeben, allerdings gibt es keine entsprechend definierten Mineralproben (Typmaterial) beziehungsweise ist deren Aufbewahrungsort nicht dokumentiert.
Da der Zirkon bereits lange vor der Gründung der International Mineralogical Association (IMA) bekannt und als eigenständige Mineralart anerkannt war, wurde dies von ihrer Commission on New Minerals, Nomenclature and Classification (CNMNC) übernommen und bezeichnet den Zirkon als sogenanntes „grandfathered“ (G) Mineral. Die seit 2021 ebenfalls von der IMA/CNMNC anerkannte Kurzbezeichnung (auch Mineral-Symbol) von Zirkon lautet „Zrn“.

## Klassifikation
In der veralteten 8. Auflage der Mineralsystematik nach Strunz gehörte der Zirkon zur Mineralklasse der „Silikate“ und dort zur Abteilung „Inselsilikate (Nesosilikate)“, wo er gemeinsam mit Coffinit, Thorit und Thorogummit in der „Zirkon-Reihe“ mit der Systemnummer VIII/A.07 steht.
In der zuletzt 2018 überarbeiteten Lapis-Systematik nach Stefan Weiß, die formal auf der alten Systematik von Karl Hugo Strunz in der 8. Auflage basiert, erhielt das Mineral die System- und Mineralnummer VIII/A.09-010. Dies entspricht der Klasse der „Silikate“ und dort der Abteilung „Inselsilikate mit [SiO4]-Gruppen“, wo Zirkon zusammen mit Atelisit-(Y), Coffinit, Hafnon, Reidit, Stetindit-(Ce), Thorit und Thorogummit die „Zirkongruppe“ mit der Systemnummer VIII/A.09 bildet.
Die von der International Mineralogical Association (IMA) zuletzt 2009 aktualisierte 9. Auflage der Strunz’schen Mineralsystematik ordnet den Zirkon in die Klasse der „Silikate und Germanate“ und dort in die Abteilung „Inselsilikate (Nesosilikate)“ ein. Hier ist das Mineral in der Unterabteilung „Inselsilikate ohne zusätzliche Anionen; Kationen in oktaedrischer [6]er- und gewöhnlich größerer Koordination“ zu finden, wo es zusammen mit Coffinit, Hafnon, Stetindit, Thorit und Thorogummit die „Zirkongruppe“ mit der Systemnummer 9.AD.30 bildet.
In der vorwiegend im englischen Sprachraum gebräuchlichen Systematik der Minerale nach Dana hat Zirkon die System- und Mineralnummer 51.05.02.01. Das entspricht der Klasse der „Silikate“ und dort der Abteilung „Inselsilikatminerale“. Hier findet er sich innerhalb der Unterabteilung „Inselsilikate: SiO4-Gruppen nur mit Kationen in >[6]-Koordination“ in der „Zirkongruppe“, in der auch Hafnon, Thorit, Coffinit, Thorogummit und Stetindit eingeordnet sind.

## Chemismus

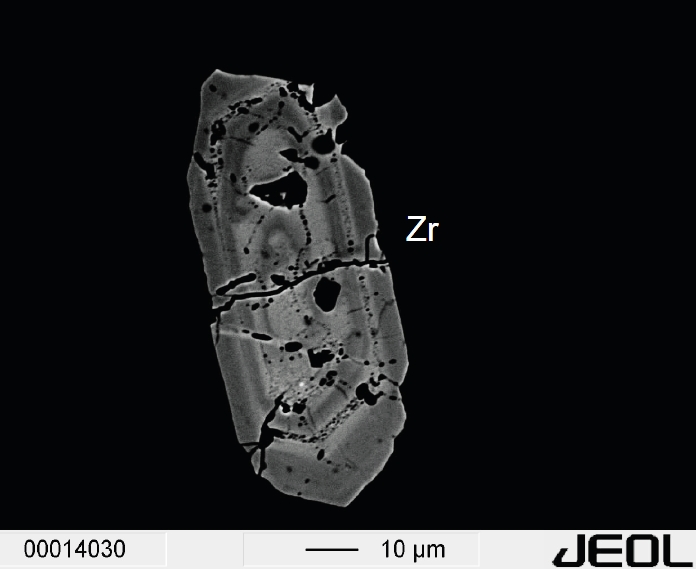
REM-Bild (BSE-Modus) eines zonar gewachsenen Zirkons

Die Formel des reinen Zirkons mit Endgliedzusammensetzung Zr[SiO4] erfordert Gehalte von 67,1 Gew.-% (Gewichtsprozent) ZrO2 und 32,9 Gew.-% SiO2. Natürliche Zirkone enthalten häufig ein breites Spektrum formelfremder Begleitelemente und Einschlüsse verschiedener anderer Minerale, wozu Entmischungen, Einlagerungen und zonierte Verwachsungen zählen. Die wichtigsten Begleitelemente sind Hafnium, Thorium, Uran, Yttrium, Cer und andere Metalle der Seltenen Erden sowie Phosphor, Niob, Tantal, Aluminium, Eisen und Calcium. Dabei ist die Isotypie von Zirkon (Zr[SiO4]) und Xenotim-(Y) (Y[PO4]) die Ursache für die gekoppelte (heterovalente) Substitution Zr4+ und Si4+ durch Y3+ und P5+. Der größere Teil der teilweise sehr hohen Y-Gehalte ist aber nicht auf einen diadochen Einbau von Yttrium für Zirkon zurückzuführen, sondern auf zonierte, zum Teil sogar epitaktische Verwachsungen mit dem diskreten Fremdmineral Xenotim (vergleiche das nebenstehende REM-Bild und unter Varietäten).
Hafnium wurde erstmals in Zirkonen aus Norwegen röntgenspektroskopisch durch die Physiker Dirk Coster und George de Hevesy 1923 in Kopenhagen nachgewiesen. Es wurde auch sehr schnell klar, dass Hafnium in zirconiumhaltigen Mineralien – und damit in allen Zirkonen – immer enthalten ist, da Hf4+-Ionen aufgrund der Lanthanoidenkontraktion einen zum leichteren Homologen Zr4+ vergleichbaren Ionenradius aufweisen und damit perfekt in die Kristallstrukturen der Zirconium-Verbindungen passen. Mit seinem hafniumdominanten Analogon Hafnon (Hf[SiO4]) bildet Zirkon somit eine lückenlose Mischkristallreihe. Gehalte von 45,30 Gew.-% Hafniumdioxid (HfO2) und von 27,69 Gew.-% Zirconiumdioxid (ZrO2) charakterisieren den Mittelpunkt der Mischkristallreihe mit der Formel (Zr0,50Hf0,50)Σ=1,00SiO4. Bei Kristallen mit Hafniumdioxidgehalten > 45,30 Gew.-% handelt es sich danach um Hafnone, ist der Wert kleiner als 45,30 Gew.-%, liegt ein Zirkon vor. Normalerweise beträgt der HfO2-Gehalt der Zirkone etwa 1 bis 1,5 Gew.-%, das Hf/Zr-Verhältnis 0,02–0,04.
In Extremfällen kann Zirkon ferner bis zu 12 Gew.-% Thoriumdioxid (ThO2) oder 1,5 Gew.-% Uran(V,VI)-oxid (U3O8) enthalten. Eine yttriumhaltige Zirkonvarietät wurde Ribeirit genannt und enthält 7,45 Gew.-% Y2O3 („Yttererden“). In einem graugrünen bis graubraunen Zirkon aus Hayamadake, Präfektur Fukushima, Japan, wurden 10,14 Gew.-% Y2O3 festgestellt.
Die zum Teil beträchtlichen Gehalte an Uran und Thorium machen den Zirkon zum Hauptträger der Radioaktivität in den Gesteinen. Allerdings ist auch formelreiner Zirkon schwach radioaktiv, da er zu 2,8 % aus dem Isotop 96Zr besteht, das mit der extrem langen Halbwertszeit von 24·1018 Jahren unter doppeltem Betazerfall zu 96Mo zerfällt.

## Kristallstruktur

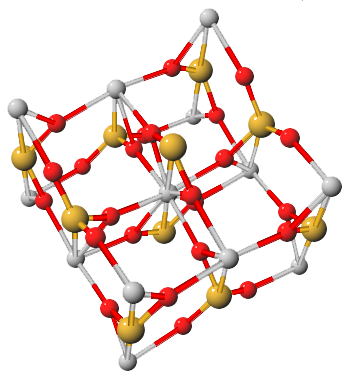
Elementarzelle des Zirkons

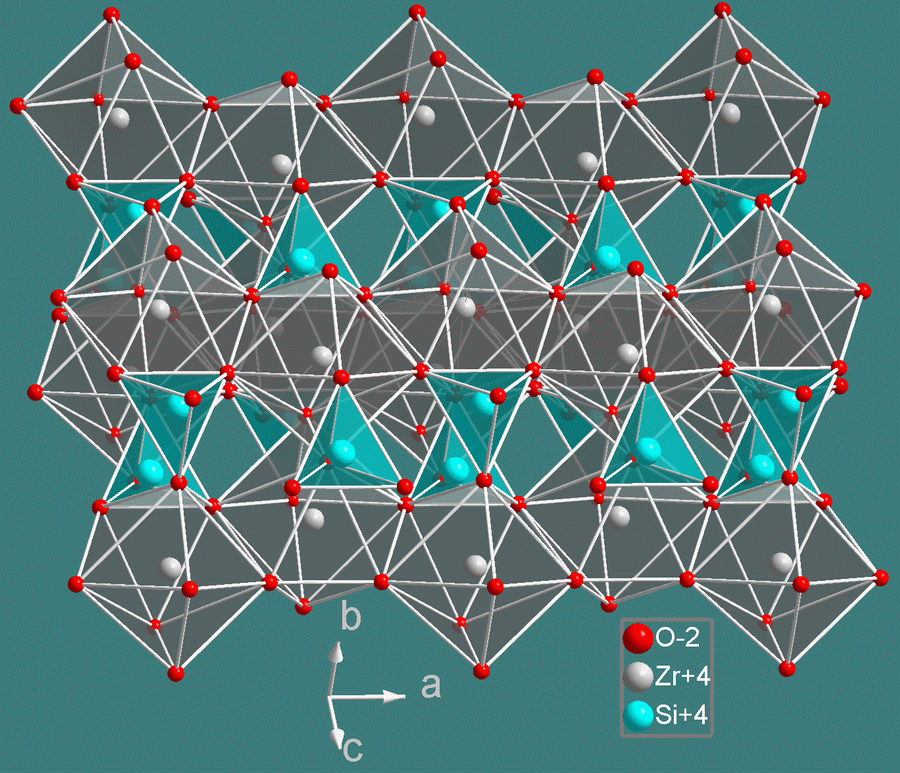
Struktur des Zirkons mit inselartigen [SiO_{4}]^{4+}-Tetraedern und kanten-verknüpften ZrO_{8}-Dodekaedern

Zirkon kristallisiert tetragonal in der Raumgruppe I41/amd (Raumgruppen-Nr. 141) mit den Gitterparametern a = 6,61 Å und c = 5,98 Å sowie vier Formeleinheiten pro Elementarzelle.
Die Struktur des Zirkons enthält inselartig [SiO4]4−-Tetraeder in einer innenzentrierten Elementarzelle aus Zr4+-Ionen, wobei jedes Zr4+-Ion von acht O2−-Ionen umgeben ist. Die [SiO4]4−-Tetraeder sind spiegelsymmetrisch und nach vierzähligen Schraubenachsen angeordnet. Letztere weisen gegenläufigen Drehsinn parallel [001] durch die Mitte der vier Viertelzellen auf. Das prinzipielle Strukturelement im Zirkon sind Zickzack-Ketten aus alternierenden, kantenverknüpften ZrO8-Dodekaedern parallel [100], die durch gemeinsame Ecken und Kanten mit den [SiO4]4−-Tetraedern zu einem dreidimensionalen Gerüst verbunden sind.
Zirkon ist isotyp zu Xenotim-(Y), Béhierit (Ta[BO4]), Chernovit-(Y), Hafnon, Thorit und Wakefieldit-(Y) sowie einer Reihe künstlicher Verbindungen, d. h. er kristallisiert mit der gleichen Struktur wie diese Minerale und Phasen.
In manchen Zirkonen ist der Gitterbau durch die Wirkung hochenergetischer radiogener Teilchen (aus dem radioaktiven Zerfall der im Zirkon enthaltenen Elemente Uran und Thorium) teilweise zerstört (metamiktisiert) – solche Kristalle weisen meist dunklere, braune Farben auf. Durch die Metamiktisierung kann Wasser ins Kristallgitter eingelagert werden. Die Folge ist eine merkliche Verringerung von Brechungsindex, Dichte und Härte. Eine Doppelbrechung ist überhaupt nicht mehr vorhanden. Insofern unterscheidet man Zirkone von ihren Stadien her in
| - Hochzirkone (normale, kristalline Zirkone), - Tiefzirkone (metamikte Zirkone), - intermediäre Zirkone, |

die bezüglich ihrer Eigenschaften zwischen den beiden ersten Gruppen liegen. Durch Erhitzen auf über 1000 °C können die Tiefzirkone wieder zu Hochzirkonen rekristallisieren.

## Eigenschaften

### Morphologie
Zirkon bildet fast immer ringsum ausgebildete, aber eingewachsene und nur selten aufgewachsene, im Querschnitt oft quadratische Kristalle, deren durchschnittliche Größe, z. B. in granitoiden Gesteinen, zwischen 100 und 300 µm liegt. Gelegentlich erreichen sie aber auch Größen von mehreren Zentimetern, vor allem in Pegmatiten oder Schwermineralseifen. Der bisher größte bekannte Zirkon weltweit maß 10 cm × 10 cm × 30 cm, wog über 7 kg und wurde bei Brudenell in der kanadischen Provinz Ontario gefunden.
Zirkonkristalle sind in den meisten Fällen an beiden Enden terminiert. Ihre die Kristallisationsgeschwindigkeit reflektierenden Längen-/Breitenverhältnisse variieren zwischen 1 und 5. Tatsächlich finden sich nadelige Kristalle häufig in schnell auskristallisierten, porphyrischen, subvulkanischen Intrusionen sowie oberflächennah intrudierten Graniten und Gabbros.
Zirkone treten im Wesentlichen in drei verschiedenen Grundtypen mit den Hauptflächenformen {100}, {110}, {101} und {301} auf (siehe dazu auch die zugehörigen Grafiken). Zu diesen drei morphologischen Grundtypen des Zirkons gehören ein pyramidaler Habitus mit {101} und/oder {211}, ein prismatischer Habitus mit {100} und/oder {110} und ein gestreckter Habitus mit prismatischen und pyramidalen Flächenformen. Zum pyramidalen Habitus zählen die typisch dipyramidalen Kristalle, die die Pyramide {101} allein oder mit schmalen Flächen des Prismas II. Stellung {100} zeigen. Wesentlich häufiger sind die Kristalle mit prismatischem Habitus. Hier treten zu den trachtbestimmenden Prismen II. Stellung {100} und/oder I. Stellung {110} die tetragonalen Pyramiden II. Stellung {101} und {301}, die tetragonale Pyramide I. Stellung {112} sowie die tetragonale Dipyramide {211}. Sehr charakteristisch sind kurzprismatische Kristalle mit {110} und {101}, die einen pseudorhombendodekaedrischen Habitus (sogenannter Hyazinth-Habitus) aufweisen und an entsprechende Granatkristalle („Granatoeder“) erinnern (vergleiche die Kristallzeichnung Nr. 3).
Bei Vergleichen mit historischen Kristallzeichnungen muss beachtet werden, dass die Aufstellung der Kristalle in modernen Zeichnungen gegenüber der früheren morphologischen Orientierung um 45° gedreht ist. So wird die früher als {111} indizierte Pyramide heute als {101} aufgestellt.

Tracht und Habitus von Zirkon-Kristallen (gleiche Farben bedeuten gleiche Flächenformen)
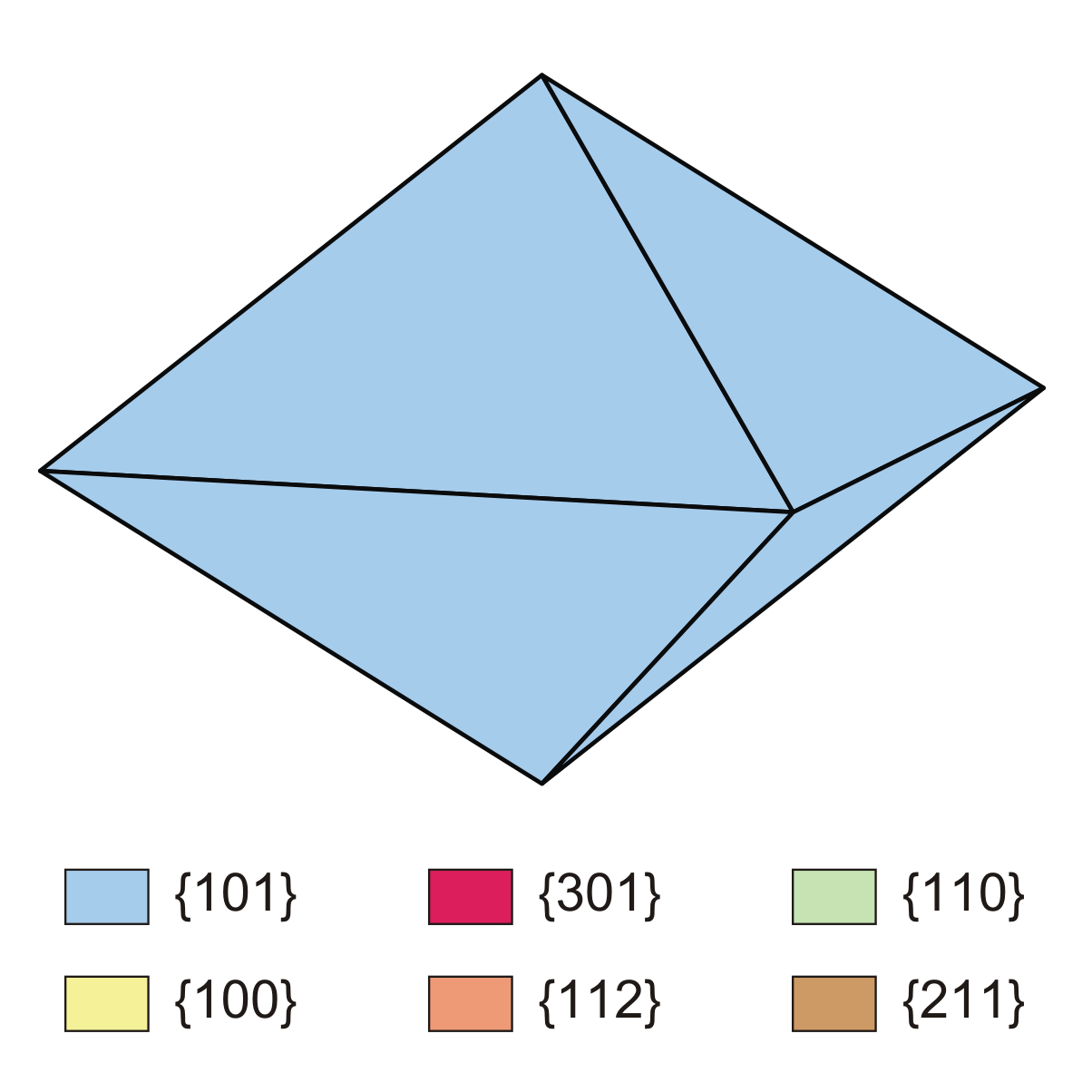
1. dipyramidal
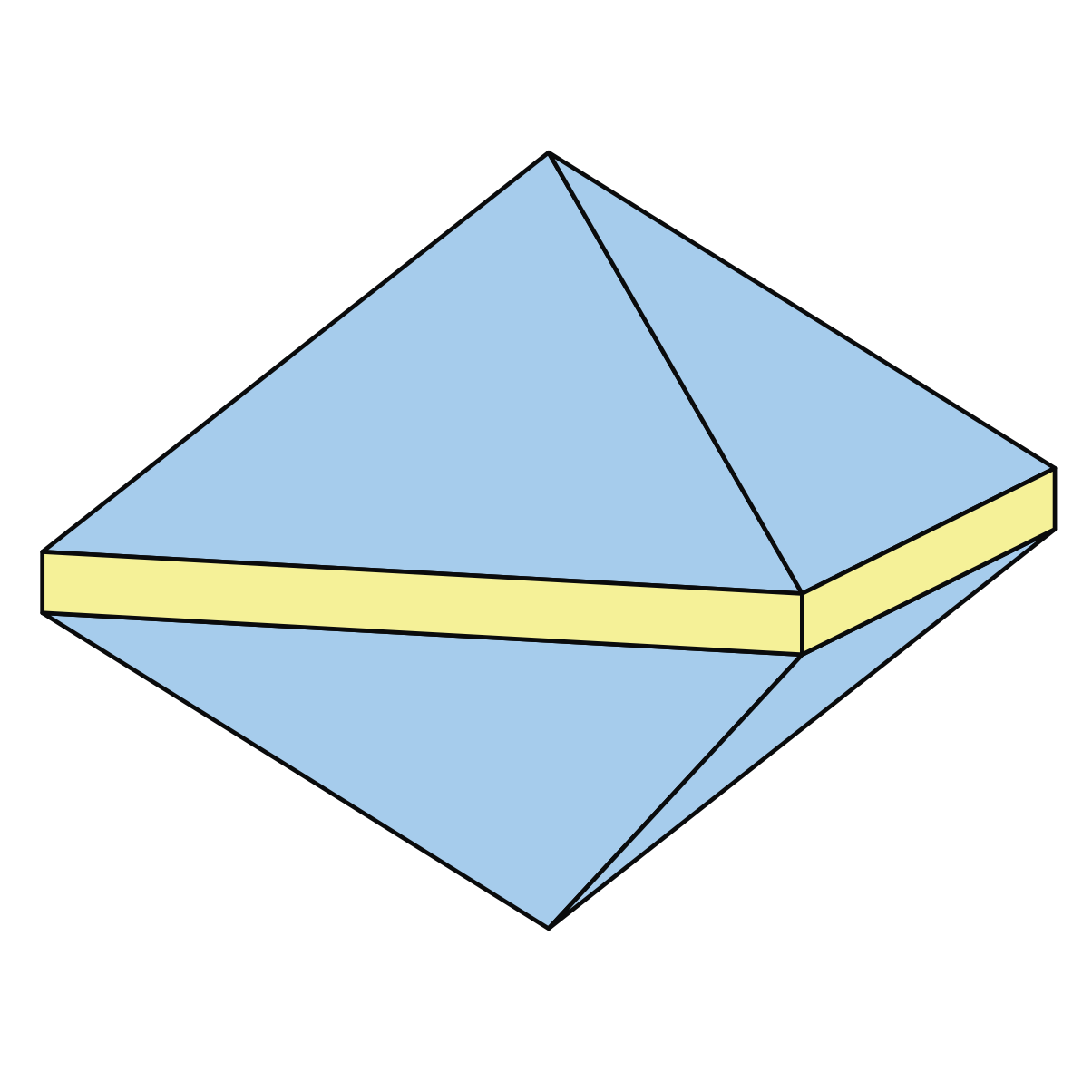
2. dipyramidal-kurzprismatisch
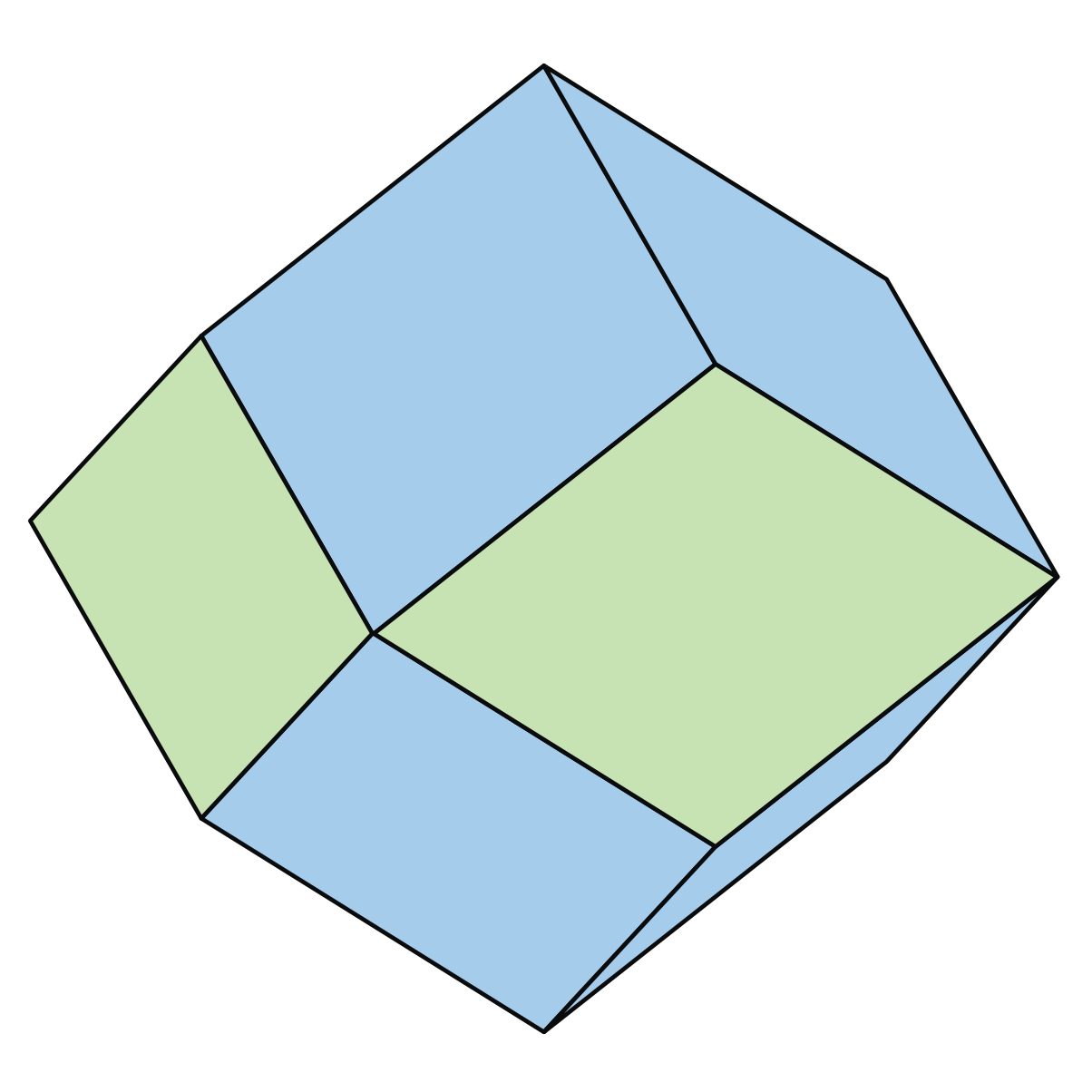
3. isometrisch-pseudo-rhombendodekaedrisch (Hyazinth-Habitus)
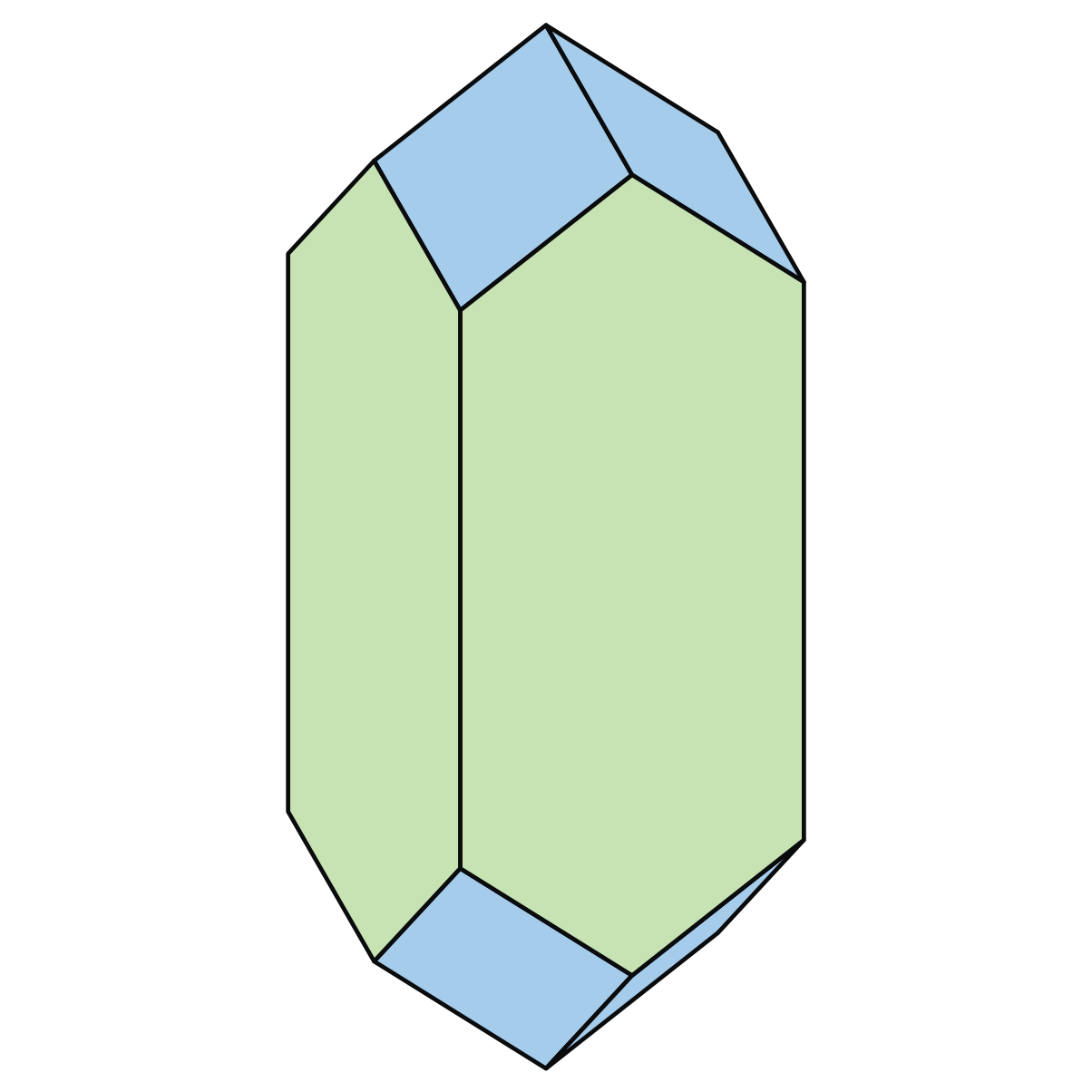
4. langprismatisch – formen- und flächenarm
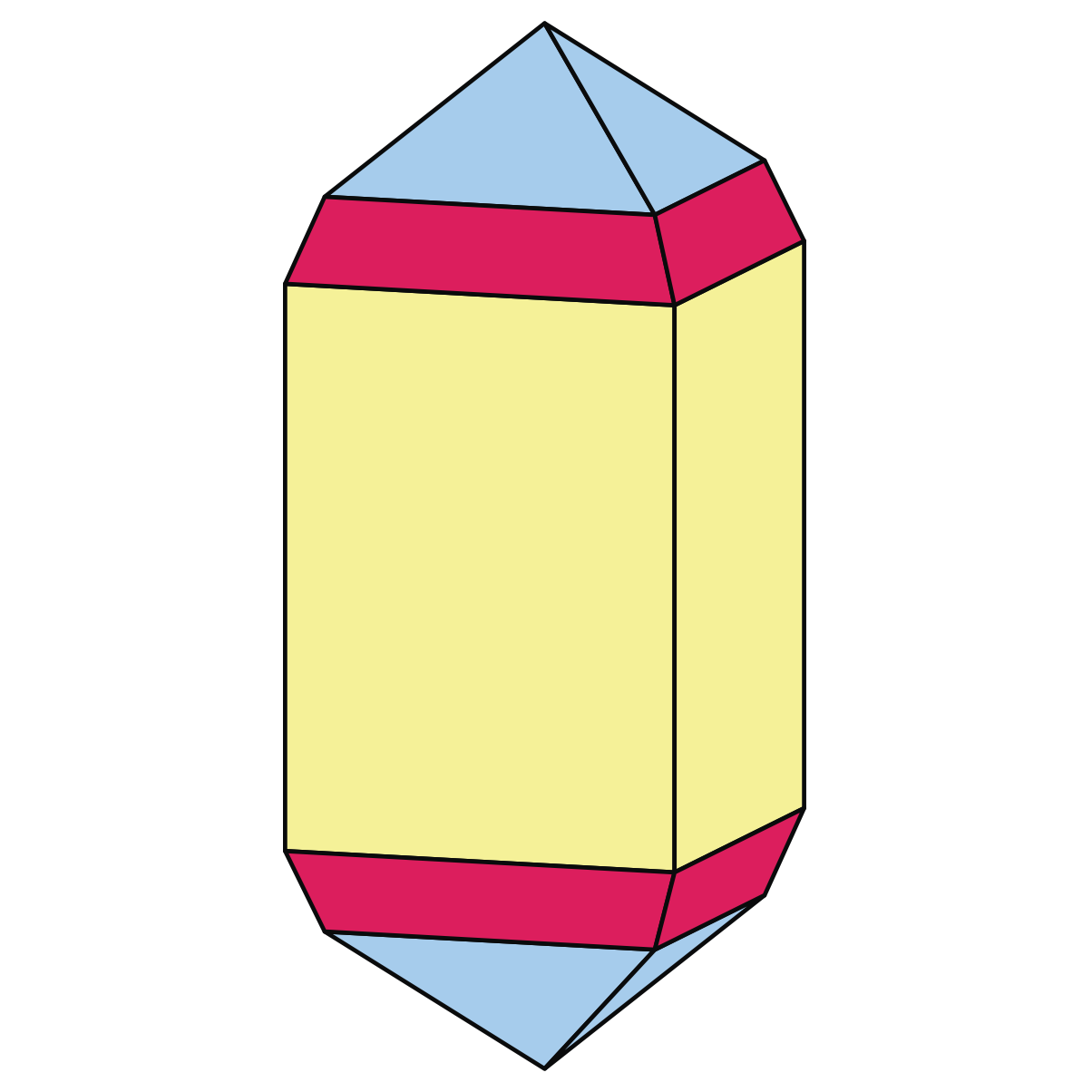
5. langprismatisch – etwas formen- und flächenreicher als Nr. 4
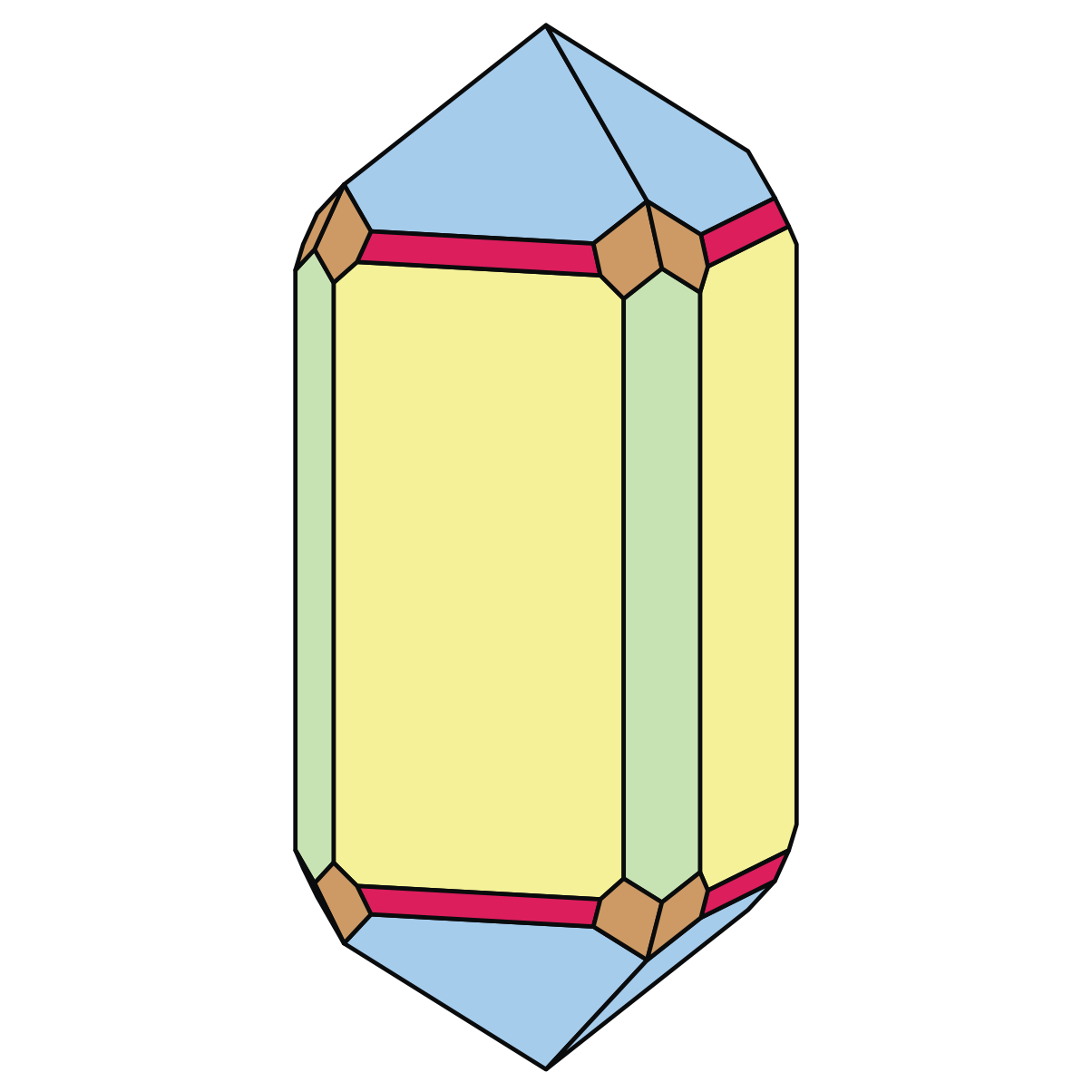
6. langprismatisch – formen- und flächenreich
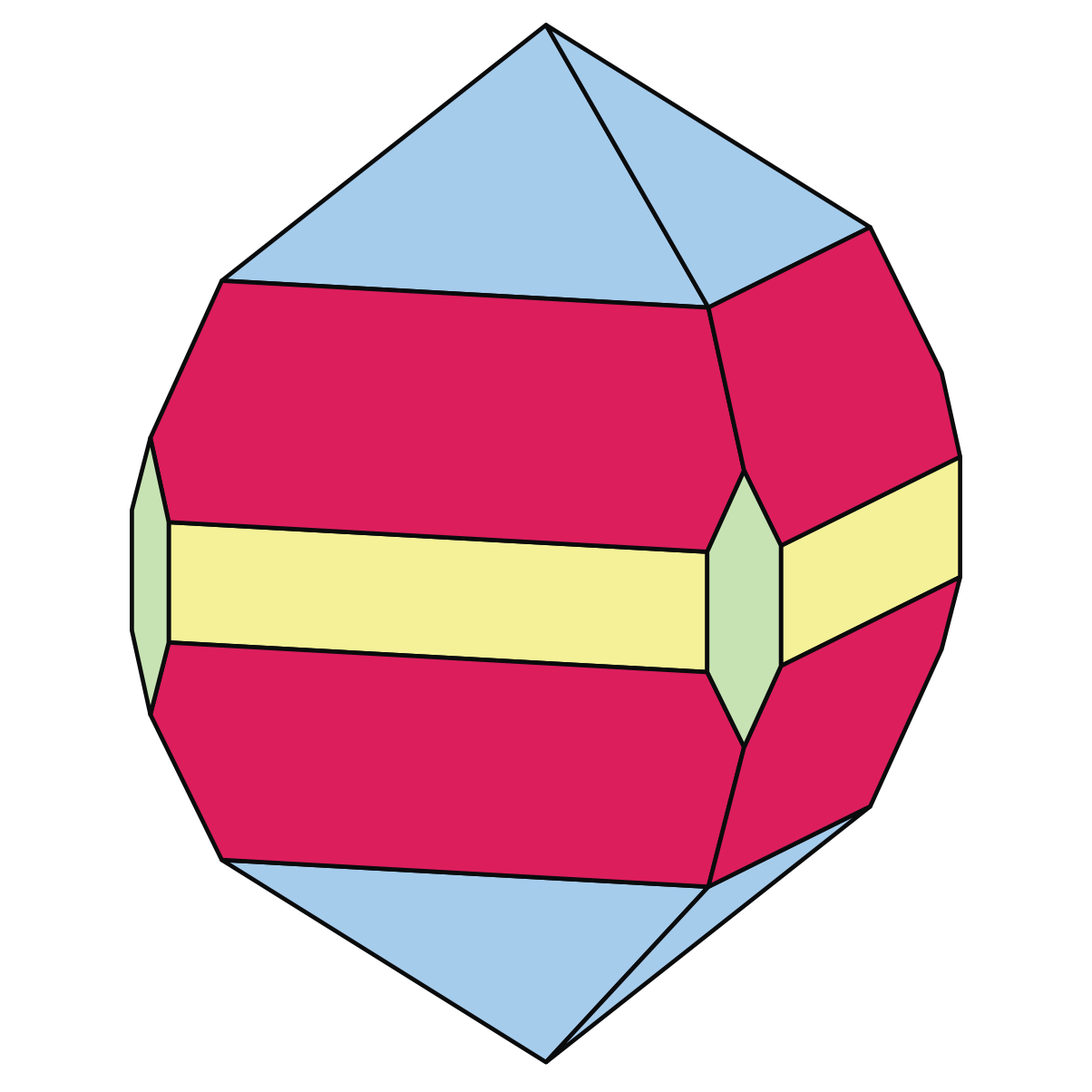
7. prismatisch-dipyramidal, „kugeliger“ Habitus
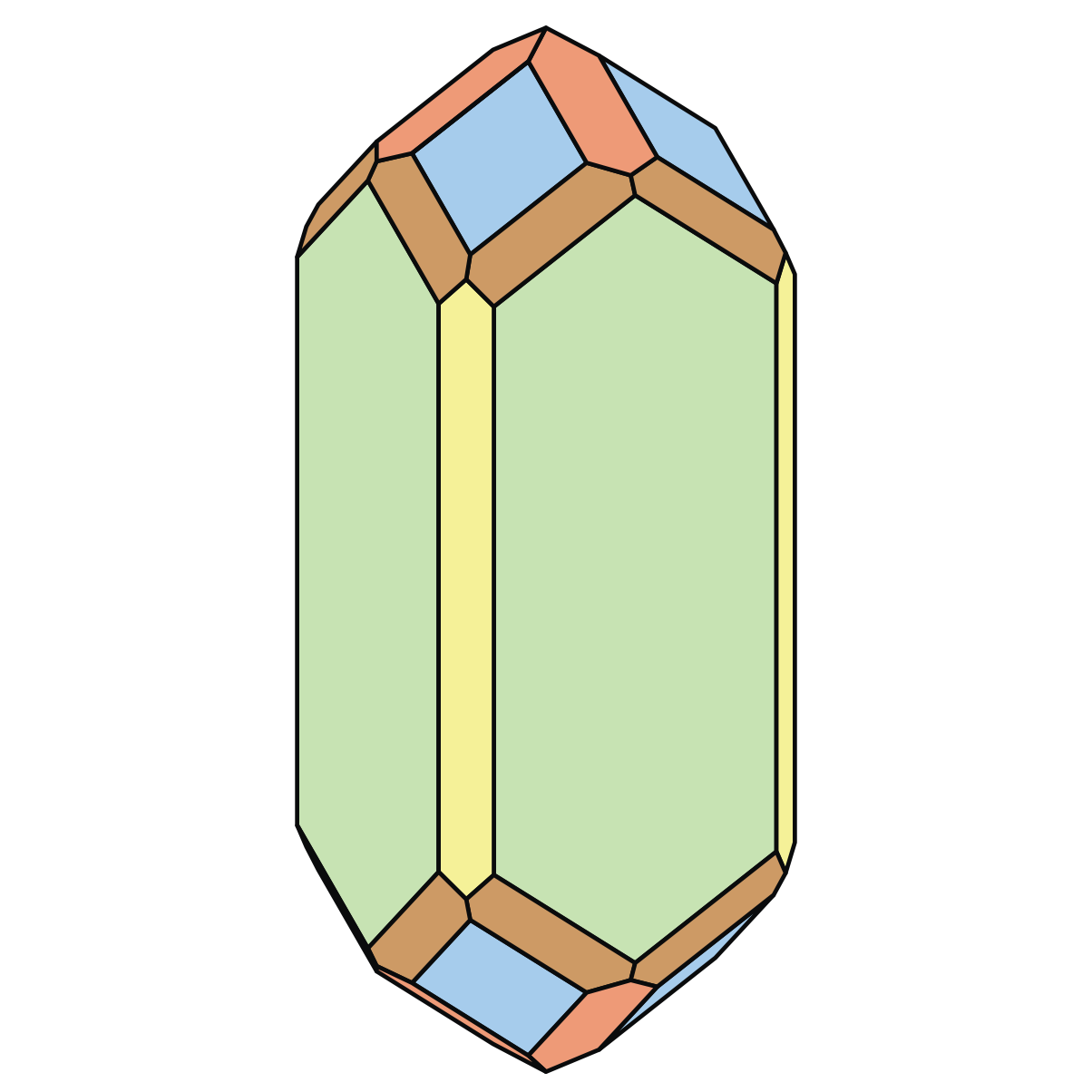
8. langprismatisch – sehr flächenreich
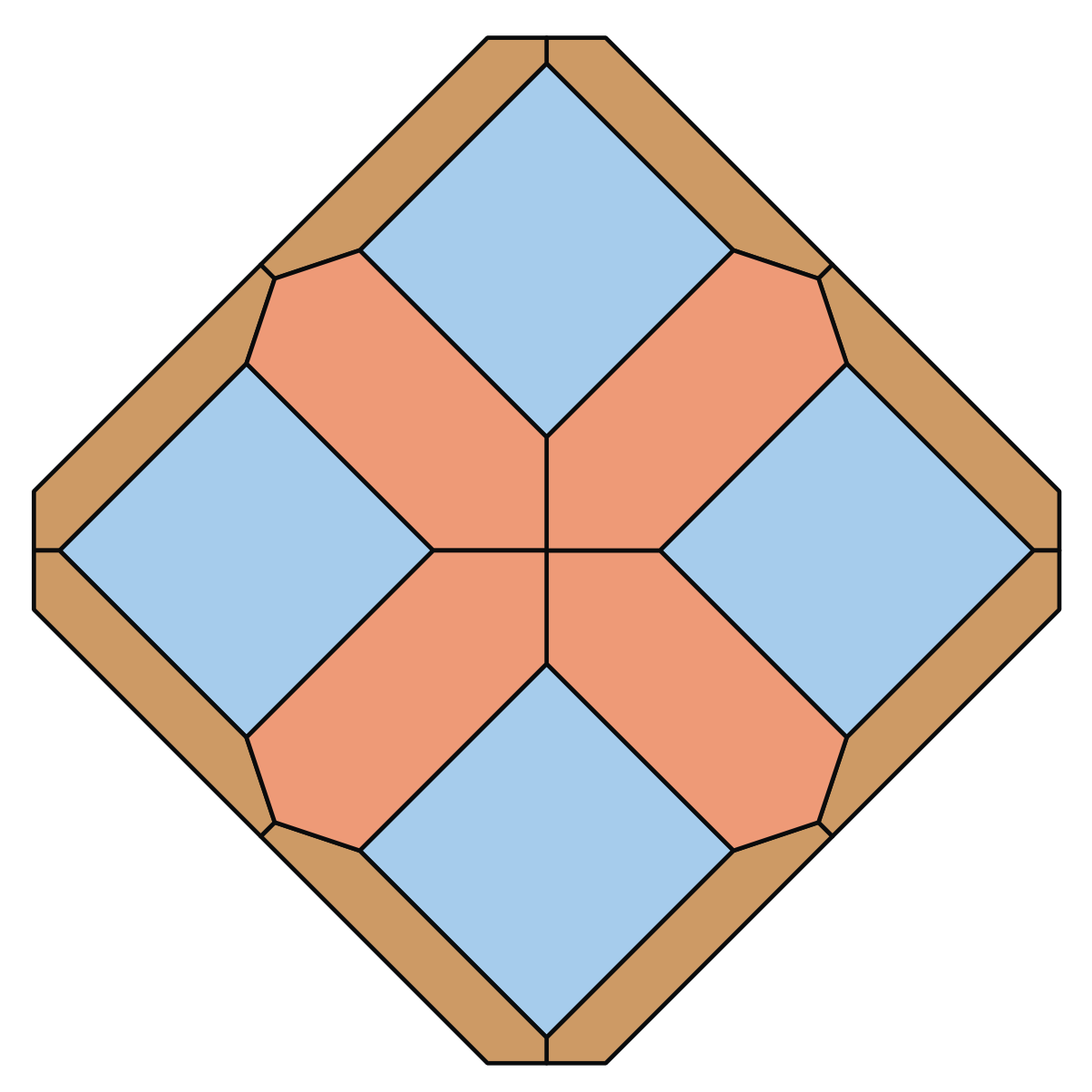
Kopfbild des langprismatischen Kristalls Nr. 8

Im Gegensatz zu den formähnlichen Mineralen Kassiterit und Rutil bildet Zirkon nur selten knieförmige Zwillinge mit (112) als Zwillingsebene aus. Solche Zwillinge sind aus der „Meredeth Freeman Zircon Mine“ im Henderson County in North Carolina beschrieben worden, daneben auch kreuzförmige Zwillinge nach (101) und visiergraupenähnliche Zwillinge nach (111). Die Gesetzmäßigkeit der kreuzförmigen Zwillinge hat jedoch Georges Friedel schon 1904 bezweifelt. Große Zwillinge nach (112), aber nicht kreuzförmig, sondern als Kniezwillinge, sind vor allem von Brudenell Township, Renfrew County, Ontario in Kanada, bekannt.

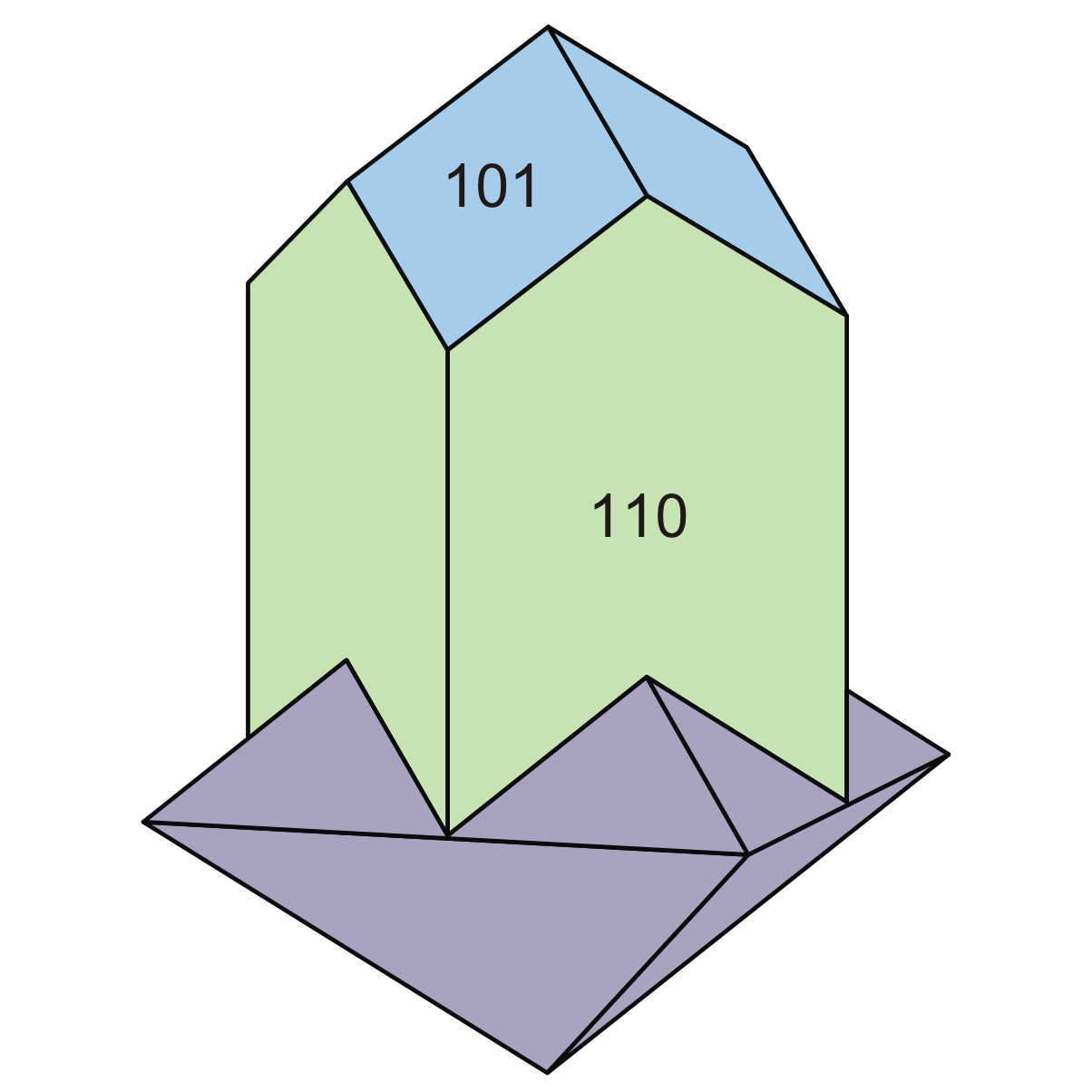
Epitaktische Verwachsung von Zirkon (grün/blauer Kristall) mit Xenotim-(Y) (violetter Kristall)

Zirkon kommt außerdem in traubigen, nierigen und radialstrahligen Aggregaten sowie unregelmäßigen Körnern vor. Aufgrund seiner Verwitterungsbeständigkeit findet sich der Zirkon in Lockersedimenten und Seifen in Form von losen, abgerollten Kristallen, in Schlacken und mit basaltischen Gesteinen verknüpften Xenolithen, in skelett- und bäumchenförmigen Aggregaten.
Charakteristisch sind Verwachsungen mit anderen Mineralen wie z. B. Xenotim-(Y), darunter auch perfekt orientierte (epitaktische) Verwachsungen (siehe die nebenstehende Kristallzeichnung).
Verwachsungen mit Baddeleyit werden „Zirkon-Favas“ oder „Caldasit“ genannt. Da Thorit und Zirkon komplett analoge Strukturen aufweisen, sind auch epitaktische Verwachsungen von Zirkon mit Thorit möglich. Solche kennt man unter anderem von Bassano Romano, Provinz Viterbo, Latium, aus dem Steinbruch San Vito bei San Vito unweit Ercolano, Monte Somma, Somma-Vesuv-Komplex, Metropolitanstadt Neapel, Kampanien, beide in Italien, sowie aus den Auswürflingen des Laacher-See-Vulkans in der Vulkaneifel.

### Physikalische und chemische Eigenschaften
In reiner Form ist Zirkon farblos und wasserklar-durchsichtig. Durch vielfache Lichtbrechung aufgrund von Gitterbaufehlern oder polykristalliner Ausbildung kann er aber auch durchscheinend weiß sein und durch Fremdbeimengungen eine braune und braunrote, seltener auch gelbe, grüne oder blaue Farbe annehmen. Die Strichfarbe des Zirkons ist hingegen immer weiß. Die Oberflächen der durchsichtigen bis opaken Kristalle weisen auf allen Flächen einen starken glas- bis diamantähnlichen Glanz, auf Bruchflächen sowie im metamikten Zustand hingegen Fettglanz auf. Manche Zirkone zeigen auch Chatoyance (Katzenaugeneffekt).
Zirkon besitzt eine sehr unvollkommene Spaltbarkeit nach {100}, bricht aufgrund seiner Sprödigkeit aber ähnlich wie Quarz, wobei die Bruchflächen muschelig ausgebildet sind. Mit einer Mohshärte von 7,5 gehört Zirkon zu den harten Mineralen, und steht damit zwischen den Referenzmineralen Quarz (Härte 7) und Topas (Härte 8). Die gemessene Dichte für Zirkon beträgt je nach Autor 4,6 bis 4,7 g/cm³, die berechnete Dichte liegt bei 4,714 g/cm³. Bei der Metamiktisierung (Isotropisierung) sinkt die Dichte des Minerals auf Werte von 3,9 bis 4,2 g/cm³ („low density zircons“).
Bei Normaldruck ist Zirkon bis zu einer Temperatur von 1676 °C stabil. Darüber zersetzt er sich in tetragonales Zirconiumdioxid (ZrO2) und Siliciumdioxid (SiO2) in der Modifikation β-Cristobalit (Hochcristobalit), besitzt also keinen kongruenten Schmelzpunkt.
Ab 1689 °C bildet sich SiO2- reiche Schmelze (~95 mol-% SiO2), die mit weiter steigenden Temperaturen zunehmend reicher an ZrO2 wird.
Im Dünnschliff ist Zirkon farblos bis blassbraun und weist in stark gefärbten Körnern einen deutlichen Pleochroismus auf. So wurde an bräunlich-perlgrauen Körnern ein Pleochroismus von ω = nelkenbraun nach ε = spargelgrün, an blass nelkenbraunen Körnern ein Pleochroismus von ω = grauviolettblau nach ε = grauolivgrün und an gelblichweißen Körnern ein Pleochroismus von ω = blassblau nach ε = blassgelb beobachtet. Charakteristisch für das Mineral ist eine hohe Lichtbrechung (starkes Relief mit dunkler Umrandung) und eine hohe Doppelbrechung (δ = 0,044 bis 0,055) mit lebhaften roten, blauen und grünen Interferenzfarben der II. und III. Ordnung. Metamikte Zirkone können anomal zweiachsig sein und dann Achsenwinkel von 2V = 10° zeigen, während ihre Doppelbrechung auf Werte von δ = 0,000 zurückgeht. Weitere Charakteristika sind der oft vorhandene Zonarbau und die pleochroitischen Höfe, die am besten zu erkennen sind, wenn der Zirkon als Einschluss in farbigen Mineralen wie Biotit und Turmalin auftritt. Im Zirkon selbst sind Einschlüsse von Apatit, Monazit, Xenotim-(Y), Rutil, Hämatit, Ilmenit, Magnetit, Biotit, Kassiterit, Quarz, Turmalin und Glas beobachtet worden, die immer eine gewisse Trübung (Graufärbung) verursachen.
Vor dem Lötrohr, auch im warmen Luftstrom, ist der Zirkon unschmelzbar. Mit Sauerstoff wird er weiß, ohne zu schmelzen. Nur mit erwärmtem Sauerstoff entsteht oberflächlich ein weißes Email; letzteres auch, wenn der Zirkon beim Erhitzen im Knallgas-Strom zu schmelzen anfängt. Zirkon wird durch Phosphorsalz nicht wahrnehmbar angegriffen. Wird das Pulver mit Ätzkali – oder mit Soda am Platindraht – zusammengeschmolzen und dann mit Salzsäure gekocht, so wird Kurkuma-Papier von der verdünnten sauren Flüssigkeit orange gefärbt (Reaktion auf Zirconium). Wird die salzsaure Lösung bis zur Kristallisation konzentriert und dann mit gesättigter Kaliumsulfat-Lösung gekocht, so bildet sich ein weißer Niederschlag von Zirconium(IV)-oxid. In Säuren ist er unlöslich. Von konzentrierter Schwefelsäure (H2SO4) wird Zirkon nur in feinstem Pulver angegriffen, in heißer, konzentrierter Fluorwasserstoffsäure (HF) ist er schwach löslich. Zirkon ist aufschließbar durch Schmelzen mit Alkalicarbonaten und Kaliumdisulfat sowie anderen Bisulfaten, besonders aber mit Kaliumfluorid und Fluorwasserstoff-Kaliumfluorid.
Durch Glühen – je nach Behandlung in der Oxidations- bzw. Reduktionsflamme – entsteht zum Teil eine dunklere Färbung, zum Teil werden die Kristalle entfärbt. Einige Zirkonkristalle zeigen beim Glühen Thermolumineszenz; insbesondere bei helleren durchsichtigen Kristallen erzeugt bereits eine „sehr gelinde Erwärmung“ ein hell- bis intensiv grünes Licht, wobei die Phosphoreszenz zwei bis drei Minuten anhält. Zirkon kann ferner auch Kathodolumineszenz sowie gelbe, orangegelbe bis grünorangefarbene Fluoreszenz im kurzwelligen UV-Licht (254 nm) aufweisen. Hervorgerufen wird dies durch strahlungsinduzierte Kristalldefekte sowie den Einbau von (UO2)2+ (Uranyl-Ion) als Verunreinigung, oder Dy3+, Er3+, Nd3+, Yb3+. Durch Bestrahlung hervorgerufene Gitterdefekte können beim Erhitzen, manchmal reicht Sonnenlicht, ausheilen, was mit einem Verlust der durch diesen Defekt verursachten Färbung einhergeht. In der Folge ändert sich die Farbe – es bleibt nur die Färbung durch stabile Defekte wie Fremdionen übrig – oder verschwindet vollständig.

## Modifikationen und Varietäten

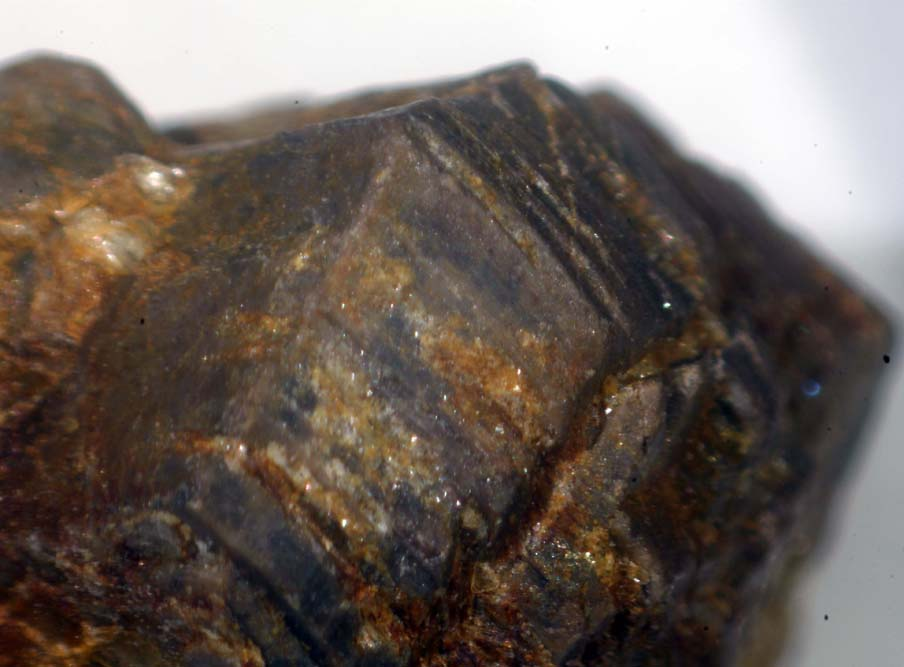
Hafniumreicher, brauner „Alvit“ aus dem Feldspatbergwerk Tangen, Kragerø, Telemark, Norwegen

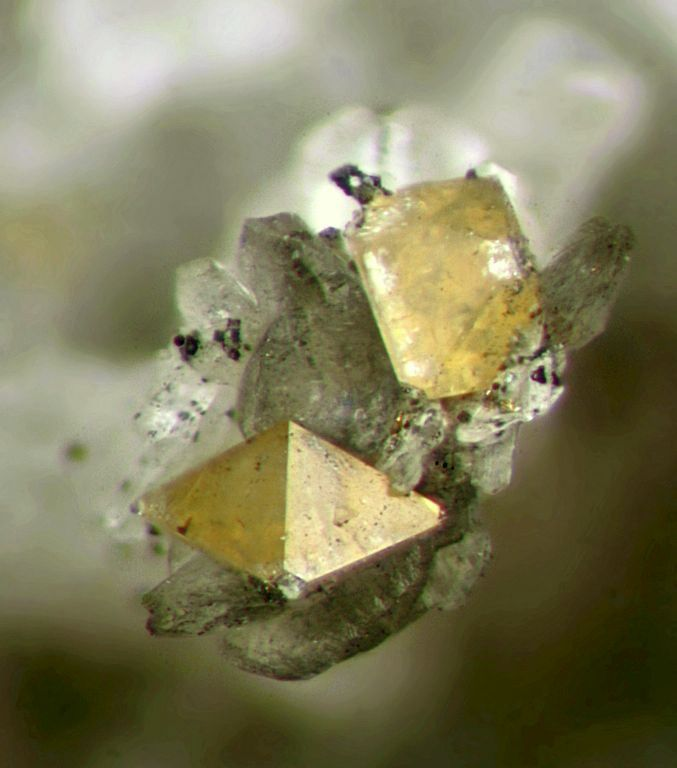
Strohgelbe Kristalle der Zirkonvarietät „Jargon“ aus dem Poudrette Quarry, Mont Saint-Hilaire, Kanada (Sichtfeld: 1,3 mm × 1,5 mm)

In der Vergangenheit wurden verschiedenen Zirkone, die reich an Metallen der Seltenen Erden (Rare Earth Elements, REE) waren, unter eigenen Bezeichnungen beschrieben. Dazu zählen Alvit, Hagatalith, Naëgit, Nogizawalith, Oyamalith und Yamaguchilith. Die zumeist stark metamikten Minerale stammen hauptsächlich aus Graniten und Granitpegmatiten in Japan. Ihre Gehalte an REE2O3 und P2O5 können, z. B. im Nogizawalith, 26 Gew.-% und 9,8 Gew.-% erreichen. Schon vor Jahrzehnten ist gezeigt worden, dass es sich bei diesen Zirkon-„Varietäten“ tatsächlich um (zonierte) Verwachsungen von Zirkon und Xenotim-(Y) handelt, gelegentlich sogar in perfekter epitaktischer Orientierung. Sehr wahrscheinlich entstanden sie durch Einwirkung hydrothermaler, an Yttrium, Phosphor, und den Metallen der Seltenen Erden angereicherten Lösungen auf metamikte Zirkone. Im Alvit sind die Verwachsungen mit Xenotim-(Y)-Kristallen bis zu 0,1 mm Größe relativ grob. Im Hagatalith und Yamaguchilith sind die Xenotim-Domänen kleiner und seltener, wohingegen im Oyamalith und Naëgit überhaupt keine diskreten Phasengrenzen erkennbar sind.
- Als Alvit wurde ein Zirkon von Kragerø in Norwegen mit bis zu 16 % HfO2 sowie Th und REE benannt. Später wurde dieser Name für metamikte, Hf-reiche Zirkone aus Granitpegmatiten verwendet.[40][34]
- Anderbergit ist ein von Christian Wilhelm Blomstrand nach dem Apotheker und hervorragenden Mineralkenner C. W. Anderberg benannter, pseudododekaedrische Kristalle bildender und alterierter Zirkon von Ytterby in Schweden. Beschrieben wurde diese Zirkon-Varietät von Adolf Erik Nordenskiöld. Anderbergit fand sich mit Fergusonit und Xenotim auf schwarzen Glimmerplatten aufgewachsen und erwies sich als cyrtolithähnliches wasserhaltiges Zirconiumsilikat mit Calcium und REE.[41][42][43]
- Auerbachit wurde nach dem russischen Wissenschaftler Dr. Auerbach in Moskau benannt. Hans Rudolph Hermann beschrieb die in Kieselschiefer eingewachsenen Kristalle aus der Umgebung des Dorfes Anatolia beim „Hutor Masurenki“ unweit Mariupol in der Ukraine.[44]
- Als Azorit wurde ein im Sanidinit von São Miguel auf den Azoren sitzender Zirkon mit extrem dipyramidalem Habitus bezeichnet.[29]
- Caldasit ist die Bezeichnung für eine ursprünglich als sogenannte Zirkon-Favas („Zirkonbohnen“) bekannte Mixtur aus Baddeleyit und Zirkon. Diese stammen aus dem Massiv von Poços de Caldas im Süden Brasiliens, die aufgrund der durchschnittlichen Gehalte von > 60 % ZrO2 und 0,3 % U3O8 als uranhaltiges Zirconiumerz gelten.[45]
- Calyptolith (auch Caliptolith oder Kalyptolith) ist der von Charles Upham Shepard gewählte Name für einen winzige Kristalle bildenden Zirkon von der Chrysoberyll-Lokalität Haddam in Connecticut, USA.[46]
- Cyrtolith (auch Kyrtolith) von griechisch κυρτός für „krumm“ wegen der gekrümmt erscheinenden Pyramidenflächen ist die Bezeichnung von William J. Knowlton für einen Zirkon aus dem Granit von Rockport in Massachusetts, USA.[47]
- Engelhardit sind farblose bis gelblichweiße, durchsichtige und diamantglänzende Kristalle bis 12 mm Größe aus den Goldfeldern bei Tomsk, welche die trachtbestimmende Form {101} zeigen.[29]
- Als Hyazinth (auch Jacinth(us)[48]) bezeichnet man auch heute noch gelbe und gelbrote bis rotbraune Zirkonvarietäten.[8]
- Jargon ist eine strohgelbe bis nahezu farblose Zirkonvarietät.[8]
- Malakon von griechisch μαλακός [malakos] für „weich“ ist der von Theodor Scheerer vergebene Name für einen zuerst von der Insel Hidra (früher Hitterø) in Norwegen beschriebenen, undurchsichtigen und isotropisierten Zirkon.[49]
- Naëgit ist eine vollständig metamiktisierte, Y-Th-U-reiche Zirkon-Varietät aus dem Pegmatit-Distrikt von Naëgi, Japan.[5][24] Ähnlich ist die Nb, Ta, Th und REE enthaltende Varietät Hagatalith, die im Unterschied zum Naëgit aber reicher an REE und ärmer an Zirconium ist.[50]
- Nogizawalith benannte Teikichi Kawai eine Mixtur aus Xenotim und Zirkon.[51]
- Oerstedtit ist ein meist auf Augitkristallen sitzender, metamikter Zirkon von Arendal, Aust-Agder, Norwegen. Johann Georg Forchhammer benannte die Varietät nach Hans Christian Ørsted.[52]
- Ostranit wurde von August Breithaupt nach der germanischen Frühlingsgöttin Ostra benannt und ist ein alterierter Zirkon, der wahrscheinlich aus Arendal, Aust-Agder, Norwegen stammt.[53]
- Polykrasilith von griechisch πολύς für „viel“ und κρᾶσις für „Mischung“ hergeleitet, ist die von Eduard Linnemann gewählte Bezeichnung für Zirkone aus North Carolina, USA aufgrund der Vielzahl der in ihnen spektroskopisch nachgewiesenen Elemente (Sn, Pb, Cu, Bi, Zr, Al, Fe, Co, Mn, Zn, Mg, Ur, Er, Ca, Ka, Na und Li).[54]
- Ribeirit ist ein extrem yttriumreicher Zirkon aus Macarani, Bahia, Brasilien, der nach dem Professor für Mineralogie Joaquim Costa Ribeiro benannt wurde.[21]
- Als Tachyaphaltit wurden von Nils Johan Berlin dunkelrötlichbraune Kristalle in „granitischen Ausscheidungen im Gneis bei Kragerö“ benannt. Der Name wurde nach den griechischen Worten ταχύ für „schnell“ und ἄφαλτος für „herabspringend“ gewählt, weil die Kristalle beim Zerschlagen des Gesteins leicht herausspringen.[55]
- Yamaguchilith (auch Yamazuchilith oder Yamagulith) ist ein REE-haltiger[3] bzw. REE- und P-reicher Zirkon mit 4–5 Gew.-% P2O5 aus Yamaguchi bei Kiso, Japan.[56][34]

## Bildung und Fundorte

### Bildungsbedingungen

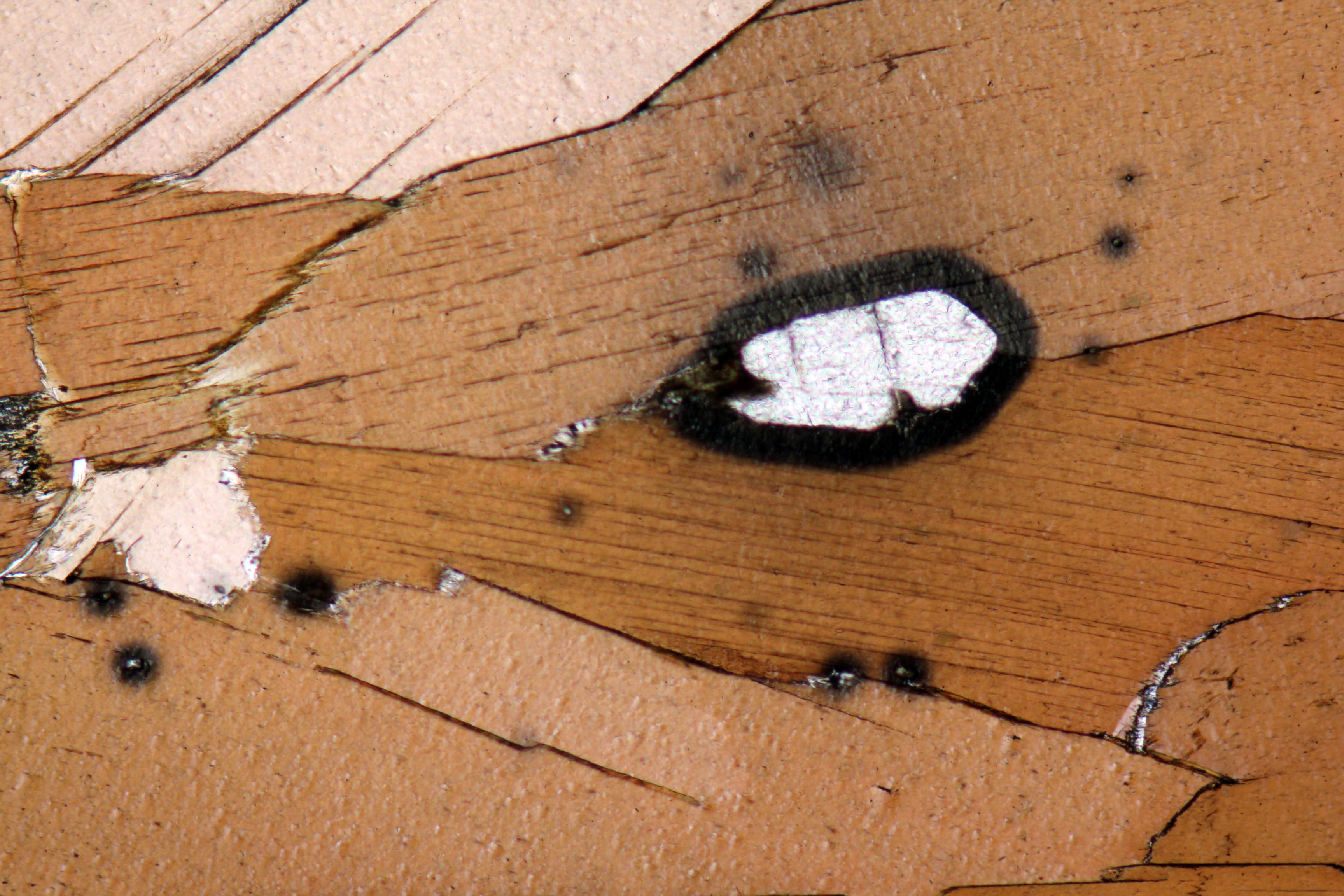
Zirkonkristall mit deutlichem pleochroitischen Hof im Biotit von Punta Aiunu, Sardinien (Sichtfeld: 1 mm)

Zirkon gehört zu den frühesten Mineralbildungen der Erde und des Mondes (siehe auch Altersbestimmung). Die ältesten bekannten Zirkonkristalle haben ein Alter von bis zu 4,4 Milliarden Jahren. Als mikroskopisch kleiner, akzessorischer Gemengteil ist er in verschiedenen magmatischen Gesteinen praktisch weltweit vorhanden. Er ist als primäres Kristallisationsprodukt Bestandteil von Magmatiten wie Graniten, Syeniten und Alkalisyeniten sowie insbesondere in deren Pegmatiten, daneben auch in Vulkaniten (Rhyolithen und Trachyten). Große Einkristalle sind vor allem in pegmatitischen Nephelinsyeniten enthalten. In metamorphen Gesteinen (kristallinen Schiefern) tritt Zirkon als Nebengemengteil in Form von aus den Edukten vererbten Kristallen und Körnern auf. Sehr große Kristalle und Zwillinge sind von Brudenell Township im Renfrew County, Ontario in Kanada, bekannt.
Infolge seiner Resistenz gegenüber chemischer und mechanischer Verwitterung findet man Zirkon auch in Sedimentgesteinen sowie in detritischer Form, worunter man durch Erosion aus dem Gesteinsverband freigelegte, transportierte und abgelagerte Zirkone versteht. Solchermaßen angereicherte Zirkone finden sich auch in Seifen, die zum Teil lagerstättenrelevante Größenordnungen erreichen. Darüber hinaus ist Zirkon auch auf alpinotypen Klüften und in vulkanischen Sanidin-Auswürflingen zu finden.
Analysen der Form und Kristallflächenausbildung von Zirkonen ermöglichen Rückschlüsse auf die Bildungsbedingungen und die weitere Entwicklung von Zirkonen. Bereits in den 1950er Jahren wurde davon ausgegangen, dass die Morphologie des Zirkons als Frühkristallisat die physikochemischen Bedingungen zur Zeit seiner Kristallisation widerspiegelt. Zu diesen physikochemischen Faktoren zählen die chemische Zusammensetzung und Viskosität des Magmas sowie die Oberflächenspannung der Kristalle gegenüber der Schmelze und die Unterkühlungsrate der Schmelze. Daraus entwickelte Jean-Pierre Pupin die Theorie, dass in granitischen Schmelzen die relative Größenbeziehung der beiden häufigsten Prismen des Zirkons – {100} und {110} – zueinander durch die Temperatur kontrolliert wird und die Ausbildung dieser beiden Prismen folglich als Geothermometer für die Bildungstemperatur des jeweiligen granitischen Gesteins verwendet werden kann. Andererseits wird bestritten, dass die Ausbildung der Prismenflächen von der Temperatur des Magmas gesteuert wird und damit die Morphologie von Zirkonkristallen als Geothermometer angesehen werden kann. So soll die Ausbildung der Flächenformen {100} und {110} der Zirkonkristalle vielmehr hauptsächlich durch chemische Bedingungen beeinflusst werden. Ein erhöhter Uran- und/oder Thoriumgehalt in einer granitischen Schmelze beeinträchtigt oder verhindert beispielsweise das Wachstum von {100} zugunsten von {110}, wodurch sich Kristalle mit durch das Prisma {110} dominierten Morphologien entwickeln.
Typische Begleitminerale des Zirkons sind – in Abhängigkeit vom Muttergestein (hier im Sinne von Gestein, das nutzbare Minerale beziehungsweise Edelsteine enthält) – die Feldspäte (Albit und Mikroklin), Amphibole, Glimmer (Muskovit, Biotit, Phlogopit und Vermiculit) sowie Quarz. In Seifen wird das Mineral häufig mit anderen stabilen Schwermineralen wie Turmalin, Topas, Kassiterit, Kyanit, Sillimanit, Korund, Granat, Spinell und gelegentlich auch Gold angetroffen. Zirkonreiche Seifenlagerstätten werden in Indien, den USA, Australien, Sri Lanka und Südafrika abgebaut.
Als häufige Mineralbildung konnte Zirkon bisher (Stand 2017) von ca. 5100 Fundorten beschrieben werden. Eine Typlokalität ist für das Mineral jedoch nicht definiert. Angesichts der sehr großen Anzahl an Fundorten für Zirkon können hier nur einige wenige, vor allem größere Kristalle liefernde Lokalitäten erwähnt werden.

### Fundorte

#### Europa
Die am besten ausgebildeten Zirkone Deutschlands stammen aus Auswürflingen und Xenolithen der Vulkaneifel, Rheinland-Pfalz. Aus erstarrten Laven bei Niedermendig konnten rote Kristalle mit bis zu 3 cm Länge erhalten werden. Vulkanische Sanidin-Auswürflinge, z. B. aus dem Laacher-See-Gebiet, liefern Zirkone, die frisch rosafarben sind, aber meist zu farblosen bis grauweißen Tönen verblassen. Ein deutliches Skelettwachstum mit pinsel- bis bäumchenförmiger Ausbildung weisen Zirkone vom „Ettringer Bellerberg“ (Steinbruch Caspar) bei Ettringen unweit Mayen auf. Im 15 km südöstlich von Sebnitz liegenden „Seufzergründel“ bei Hinterhermsdorf in der Sächsischen Schweiz sind seit mindestens 1546 bis zu 10 mm große Zirkonkristalle aus Seifen in einem schwermineralführenden Bach gewaschen worden. Georgius Agricola schreibt dazu:

“… colligitur etiam in Misenae rivo supra Hoensteinam arcem, distantem a stolpa ad V. M pass …”

„… gesammelt [wird er, der Hyazinth] auch in einem Bach des Meißner Landes oberhalb Burg Hohnstein, ungefähr 5 Meilen von Stolpen entfernt …“

Seifenfunde in der Göltzsch im Sächsischen Vogtland und einigen ihrer Zuflüsse führten ab 1994 zu den qualitativ besten und größten Edelsteinzirkonen Europas. Diese stammen aus einem rund 1 km Durchmesser aufweisenden Diatrem bei Ebersbrunn südwestlich Zwickau. Facettierte, lupenreine Zirkone aus diesen Seifen erreichen Größen von bis zu 1,7 cm und wiegen bis zu 11 ct. Der größte facettierte Zirkon aus diesem Gebiet wurde aus einem braunroten Rohstein von 2 cm × 1,6 cm Größe und einem Gewicht von 10,2 g geschliffen. Der größte „Göltzsch-Zirkon“ maß 4,4 cm × 3,6 cm × 3,8 cm und wog 120 g – er wurde allerdings nicht verschliffen. Von derartigen Zirkonen nimmt man an, dass sie vor dem Beginn des fluviatilen Transportes Kantenlängen von bis zu 5 cm aufgewiesen haben.
In der Schweiz wurden seit 1997 in Nephelinpegmatiten am Bergmassiv Gridone oberhalb des Centovalli in den Tessiner Alpen bis zu 9 cm große, braunrosa bis rotbraun gefärbte Zirkone geborgen, die teils in grobspätigem Albit oder apatitführendem Biotit, teils am Kontakt von Albit zu Nephelin sitzen. Der einzige Zirkon aus einer alpinen Kluft in der Schweiz ist ein 3,5 mm × 2 mm großer Kristall, der aus der Rimpfischwäng bei Zermatt im Wallis geborgen wurde. Daneben kennt man Zirkon aus dem Granit der Grimsel, Kanton Bern und Kanton Wallis, sowie aus dem Gneis des Piz Blas und Piz Rondadura im Val Nalps bei Sedrun im Kanton Graubünden in bis zu 1 mm großen Kristallen.
Aus Österreich, insbesondere aus Klüften im Amphibolit und Biotitschiefer des Totenkopfes oberhalb des Stubachtals im Salzburger Land kennt man Kristalle bis zu 2,5 mm Größe; weiterhin von der „Aigner Alp“ bei Schellgaden im Murwinkel, Lungau, der „Dorfer Alpe“ im Dorferbachtal bei Prägraten, Virgental, Osttirol und vom „Prickler Halt“, einem Kamm zwischen Ladinger Spitz und Speikkogel auf der Saualpe in Kärnten.
In Italien fand man Zirkone in der „Burgumer Alpe“ im Pfitscher Tal, Südtirol und in der autonomen Region Trentino-Südtirol mit bis zu 1 cm großen Kristallen. Des Weiteren wurde das Mineral in „Le Prese“, Sondalo im Veltlin, Provinz Sondrio in der Region Lombardei, und aus dem Steinbruch „Cave dell’Acqua“ westlich von Figline di Prato bei Monte Ferrato, Provinz Prato, Toskana gefunden. Im französischen Zentralmassiv trat es in maximal 5 mm großen, hyazinth- oder ziegelroten, farblosen oder gelben Kristallen in Basalttuffen und Sanden des Riou Pezzouliou beim Dorf Espaly bei Le Puy-en-Velay, Département Haute-Loire, Region Auvergne-Rhône-Alpes sowie in Trachyt-Lavadomen des Puy-de-Dôme bei Clermont-Ferrand, Département Puy-de-Dôme, Region Auvergne-Rhône-Alpes auf.
In Norwegen fand man Zirkon vor allem im „Store Kufjord“ (eigentlich die Bezeichnung eines tief in die Insel schneidenden Fjordes) und anderen Pegmatiten auf der ca. 50 km nördlich von Alta liegenden Insel Seiland, Finnmark. Der zirkonreichste Nephelinsyenit-Pegmatit, 1,5 km lang und bis 10 m mächtig, befindet sich am Ostufer des Store Kufjord und lieferte bis 15 cm große Kristalle, die durch die Ausbildung der zum Teil sogar trachtbestimmenden steilen Pyramide {301} ein verrundetes Aussehen aufweisen (vergleiche die Kristallzeichnung Nr. 7). Weitere norwegischen Fundstellen für Zirkon sind Syenitpegmatite im Gebiet des plutonischen Larvik-Komplexes im Bereich des Langesundsfjordes in den Provinzen Vestfold und Telemark. Berühmte Fundstellen sind hier die Insel Stokkøya, die Steinbrüche „Tuften“, „Granit“ und „Almenningen“ im Tvedalen, der Steinbruch „Saga I“ bei Mørje, die Svenner-Inseln bei Stavern sowie das Husefjell auf Vesterøya bei Sandefjord. Bis zu 10 cm große Zirkonkristalle stammen aus den Steinbrüchen Hàkestad und Stàlaker bei Tjølling. Zirkon, auch in epitaktischen Verwachsungen mit Xenotim-(Y), stammt aus dem Feldspatbruch „Igletjødn“ (Igletjern) beim Hof Hæstad und anderen Granitpegmatiten auf der südsüdwestlich von Flekkefjord liegenden Insel Hidra (Hitterø), Vest-Agder. Insbesondere für die Zirkonvarietät Alvit bekannt sind der ehemals im Lindvikskollen-Kalstadgangen-Pegmatit bauende Steinbruch „Lindvikskollen“ und die Feldspatgrube „Tangen“, beide bei Kragerø unweit Fredrikstad, Telemark.
An den Ufern des Ilmen-Sees im Ilmengebirge bei Miass im mittleren Ural, Oblast Tscheljabinsk, Russland, wurden bereits 1826 Kristalle mit teils säuligem, teils pyramidalem Habitus gefunden. Die bis zu 17 cm langen und 10 cm dicken Kristalle stammen aus Nephelinsyeniten (Miaskiten), miaskitischen Pegmatiten in Granitgneisen, Pegmatiten in Pyroxensyeniten sowie Granitpegmatiten. Eine der bekanntesten Fundstellen ist der Schurf „Bljumovskaja kop“. Die ca. 120 km nordnordöstlich von Miass gelegenen Višnevye-Berge (Višnevogorsk) gehören wie das Ilmengebirge geologisch zum Syserts-Ilmenogorsk-Antiklinorium. Sie enthalten metasomatische Albitite, die sich aus alkalischen Gesteine miaskitischer Zusammensetzung ableiten. Diese Albitite, z. B. der an der Lokalität „Kurochkin Log“, liefern bis zu 10 cm große Zirkonkristalle. Bis Mitte der 1990er Jahre wurden diese Albitite als Zirkon-Pyrochlor-Erz abgebaut.
Auf der Halbinsel Kola in der Oblast Murmansk besitzen vor allem zwei Fundstellen Weltgeltung: Der „Peak Marchenko“ des Berges Kukisvumchorr im Chibinen-Massiv und der „Pegmatit Nr. 24“ am Berg Vavnbed (deutsch: „Nackter Hintern“) im Lowosero-Massiv. Die erstere Fundstelle lieferte braune Kristalle bis zu 5 cm Größe, vom letzteren, in Albitpegmatiten liegenden Fundort kamen dipyramidale Zirkonkristalle (vergleiche die Kristallzeichnung Nr. 1) bis zu 9 cm Größe.

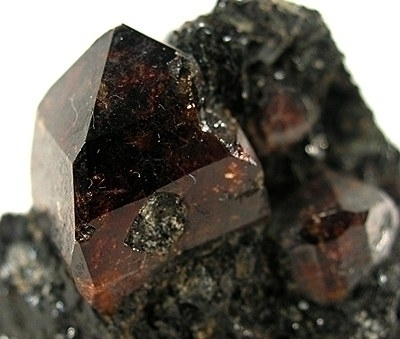
Seiland bei Alta in der Finnmark, Norwegen
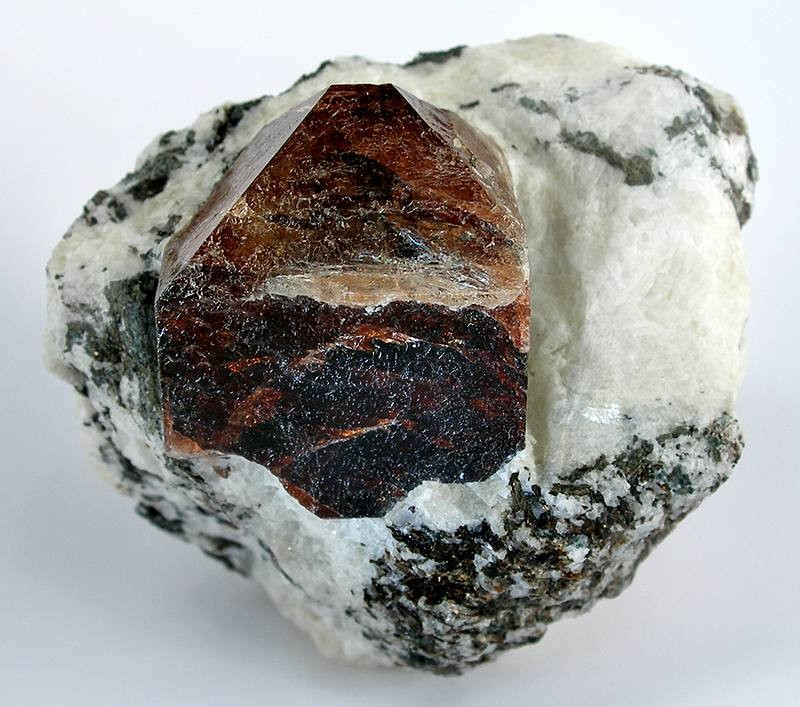
Seiland, Norwegen
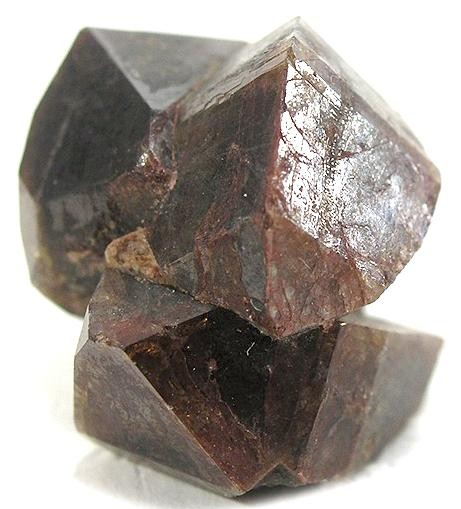
Langesundsfjord, Norwegen
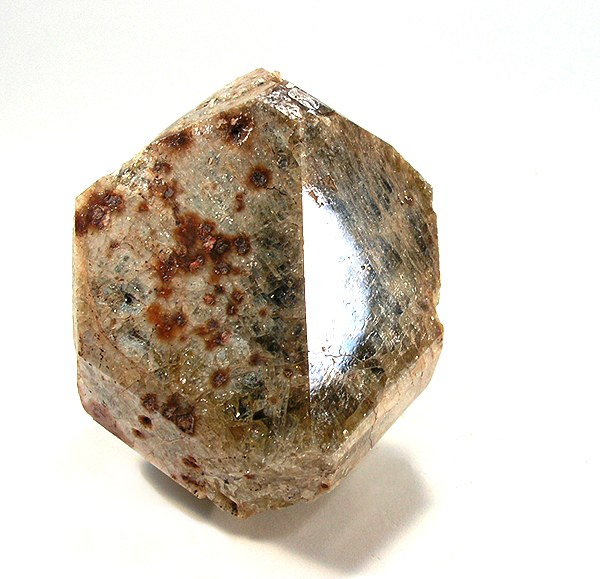
Višnevye-Berge, Ural, Russland
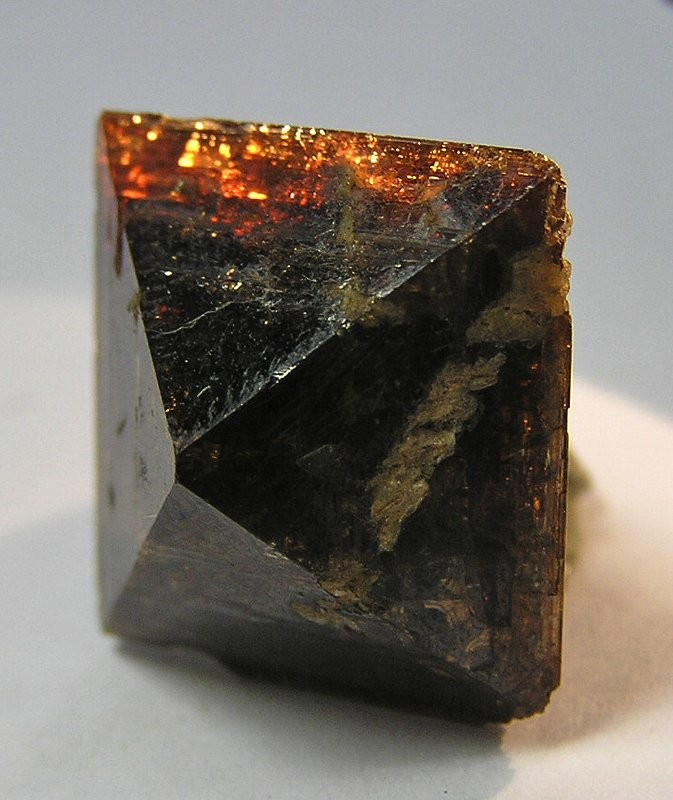
Vavnbed, Kola, Russland

#### Afrika
In Afrika werden Zirkone hauptsächlich in den Edelsteinpegmatiten und -seifen in Madagaskar, vor allem in der Provinz Fianarantsoa, gefunden. Bekannte Fundorte sind die „Sakavalana Mine“ (gleichzeitig Typlokalität für Pezzottait) bei Ambatovita unweit Mandrosonoro, Distrikt Ambatofinandrahana, Region Amoron’i Mania, und die Phlogopitlagerstätte „Sakasoa“ im District Iakora, Region Ihorombe, wobei „Sakasoa“ auch Zirkon-Kniezwillinge geliefert hat. Weitere bekannte Fundstellen befinden sich in der Region Anosy. Dazu zählen Itrongay bei Mahasoa East, Distrikt Betroka, sowie die Gemeinde Tranomaro im Distrikt Amboasary. Zirkone stammen auch aus den Pegmatiten von Ampanobe im gleichnamigen Pegmatitfeld bei Ankazobe im Distrikt gleichen Namens, Region Analamanga.
Eine weitere weltbekannte Zirkonfundstelle sind die Alkalipegmatite um den Mount Malosa bei Zomba auf dem gleichnamigen Plateau und im gleichnamigen Distrikt in Malawi. Sie gehören geologisch zur Alkaligesteinsprovinz Chilwa und sind für ihre großen Aegirin-, Feldspat- und Arfvedsonit-Kristalle sowie seltene Berylliumminerale und Minerale mit Metallen der Seltenen Erden berühmt.
Etwa seit dem Jahr 2000 werden auch bei Imilchil im Hohen Atlas, Provinz Errachidia, Region Drâa-Tafilalet in Marokko, Zirkone gefunden. Zu den Fundpunkten zählen der ca. 18 
Kilometer südöstlich von Imilchil liegende Gebirgspass Tizi-n'-Inouzane (Tizi-n-Ouazane) mit knapp zentimetergroßen Kristallen auf Feldspat sowie der Berg „Jebel Ewargizen“ bei Tirrhist. Neben Granat, Apatit und Magnetit findet sich hier in Pegmatiten in Episyeniten auch Zirkon.
Eine Reihe von Fundstellen für Zirkon existiert auch in Mosambik. Dazu zählen der Monte Salambidua bei Tete in der gleichnamigen Provinz sowie der 140 km nordöstlich von Lichinga bei der Ansiedlung Navago in der Provinz Niassa liegende Carbonatit von Luicuisse. Viel häufiger ist Zirkon aber in den Pegmatiten und Tantallagerstätten des „Alto-Ligonha-Distrikt“ sensu lato in der Provinz Zambezia. Zu den Fundpunkten gehören der Pegmatit von Muiâne (Emdal Mines) und die benachbarten Pegmatite Naipa, Maridge, Nanro, Nacuissupa und Nihire, die Isabela Mine und die Niesse Mine, die Pegmatitgruppe Muhano-Majamala-Cochiline, die Pegmatitgruppe Mocachaia-Alata-Intotcha-Nahora, die Pegmatitgruppe Namacotcha-Conco-Napire-Nassupe-Munhamola-Moneia, die Pegmatitgruppe Namivo-Tomeia-Nampoça und der Marropino-Pegmatit sowie die Pegmatite von Boa Esperança, Namecuna, Namirrapo und Nuaparra. Von Namecuna wurden Kristalle bis zu 6,5 cm × 3,5 cm × 3,5 cm beschrieben. In den genannten Lokalitäten findet sich der Zirkon in den inneren Zonen der Pegmatite in Begleitung von Quarz, Bismutit und verschiedenen Vertretern der Columbitreihe – in einigen Pegmatiten auch in Verwachsungen mit Xenotim-(Y) oder Mikrolith. Die yttrium-, niob-tantal-, thorium- und uranreiche Zirkonvarietät Naëgit wurde im Nuaparra-Pegmatit beobachtet und dort von Quarz, Bismutit, Thorit, Rhabdophan und Metatorbernit begleitet. Die REE-, uran- und thoriumreiche Varietät Cyrtolith fand sich in Morrua, während alterierte, bräunliche Zirkone der Varietät Malakon im Gebiet von Ribaue identifiziert worden sind. Einige Zirkone aus dem Alto-Ligonha-Distrikt, insbesondere die von Namacotcha, weisen hohe Gehalte an HfO2 bis zu 32 Gew.-% auf.

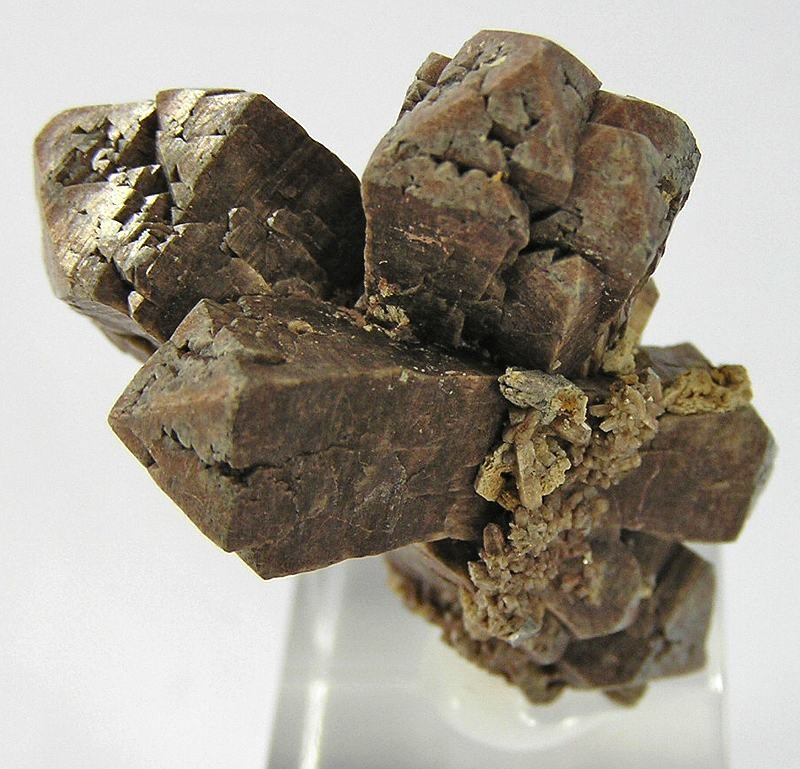
Mount Malosa, Malawi
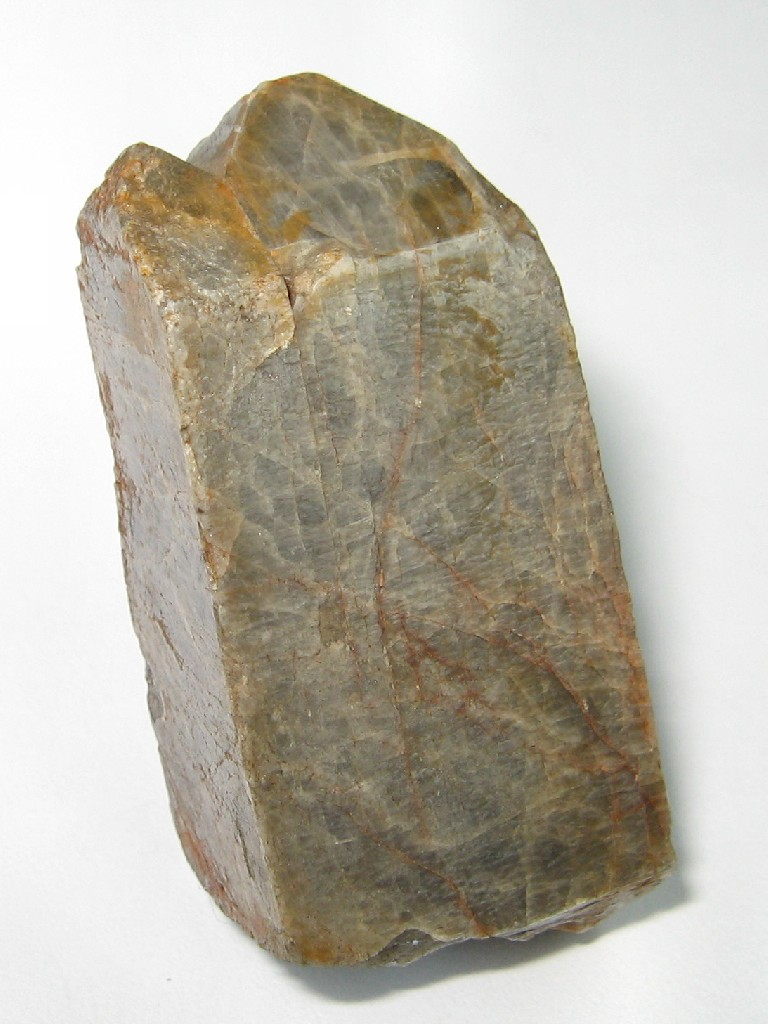
Tranomaro, Madagaskar

#### Asien
In Asien wird Zirkon seit altersher aus den Edelsteinseifen auf Ceylon, heute Sri Lanka, „in erheblicher Menge“ gewonnen. Die Fundorte befinden sich vor allem in einem vergleichsweise großen Gebiet um die Stadt Ratnapura (Sinhala: „Stadt der Juwelen“) im Distrikt Ratnapura in der Provinz Sabaragamuwa. Ebenfalls im Distrikt Ratnapura befinden sich zwei Fundstellen, die bis zu 10 cm große Zirkonkristalle geliefert haben. Dies sind der „Giant Crystal Quarry“ bei Embilipitiya und Calcitgänge in hochmetamorphen Biotitgneisen in den Katukubura Hills bei Kolonne.
In Afghanistan sind Zirkone vor allem aus dem Pegmatitfeld von Dara-i-Pech (Pech-Tal) im Distrikt von Chapa Dara, Provinz Kunar, bekannt. Die Be-Nb-Ta-Li-reichen Pegmatite liefern rote scharfkantige Kristalle von bis zu 8 cm Größe und meist dipyramidalem Habitus. Ebenfalls im Tal von Pech befindet sich das Fundgebiet von Manogay (Managi). Muttergestein der Zirkonkristalle sind hier aber nicht Pegmatite, sondern proterozoische Marmore.
Zahlreiche Fundorte für ausgezeichnet ausgebildete Zirkone befinden sich in Pakistan. Hierzu gehören das 15 km nordnordwestlich von Astore im Tal des Astor liegende Dorf Harchu, Distrikt Astore; miarolithische Granitpegmatite im Stak-Tal bei Stak Nala, Rakaposhi-Haramosh-Berge, Distrikt Skardu, Baltistan; Alchuri im Shigar-Tal, Distrikt Skardu, Baltistan; die Granitpegmatite von Chilas, Distrikt Diamir, alle in Gilgit-Baltistan (ehemals Northern Areas), sowie der 40 km nordnordwestlich von Peschawar bei Hameed Abad Kafoor Dheri liegende Zagi Mountain (Shinwaro), Khyber Pakhtunkhwa (ehemals North-West Frontier Province). Bei dem letztgenannten Fundort handelt es sich um ein 3 km × 5 km großes Gebiet mit zahlreichen alpinotypen Klüften.
Meist um Einzelkristalle – gelegentlich idiomorph, häufiger mehr oder weniger stark abgerollt – handelt es sich bei Funden von Zirkonkristallen in Myanmar. Dazu zählen das Edelsteinschürfgebiet „Thabeikkyin“ östlich der gleichnamigen Stadt (Thabeikkyin oder Tha Pate Kyin Township) im Bereich der unteren Abhänge des Shan-Plateaus in Richtung Mogok, sowie „Baw-lon-gyi West“ (Bon-lon West) bei der Stadt Kyatpyin unweit Mogok, beide im Distrikt Pyin U Lwin in der Mandalay-Region in Myanmar. Im Bereich der letzteren Fundstelle werden aus kiesigen Alluvionen neben Zirkonen auch Spinelle, Rubine und blaue Saphire sowie Painit gewonnen.

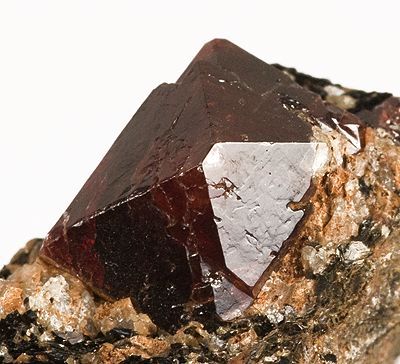
Weinroter Zirkonkristall von Harchu, Pakistan
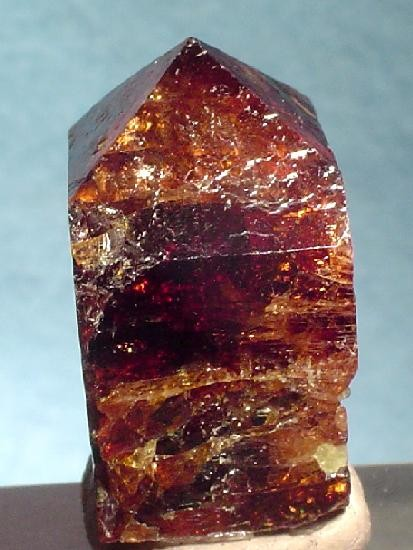
Prismatischer Zirkon von Chilas, Distrikt Diamir, Pakistan
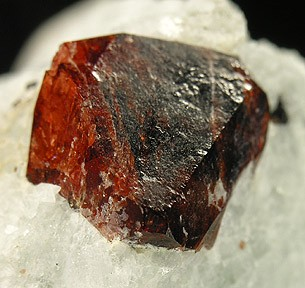
Zirkon in Marmor von Manogay im Pech-Tal, Afghanistan
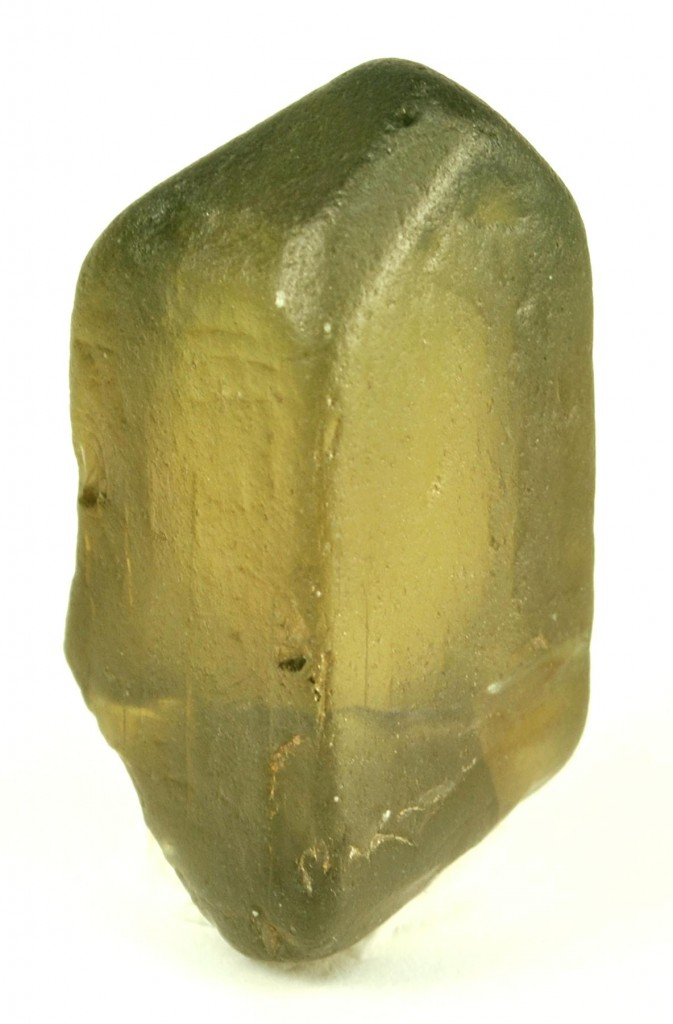
Olivgrüner Zirkon von Thabeikyin bei Mogok, Myanmar
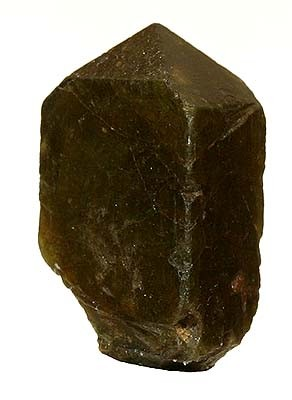
Dunkelbrauner Zirkon von Mogok, Myanmar

#### Nordamerika
In den Vereinigten Staaten kennt man zahlreiche interessante Fundstellen für Zirkon, darunter vor allem Granitpegmatite in North Carolina. Zu den bekanntesten zählt zweifellos die 1869 von General Clingman entdeckte „Freeman Mine“ bzw. „Meredeth Freeman Zircon Mine“ bei Tuxedo im „Zirconia Pegmatite District“ innerhalb des Henderson County. Von den hier zu findenden graubraunen Zirkonkristallen beutete Clingman „in wenigen Wochen 1000 Pfund“ aus – auch Zwillinge nach mehreren Gesetzen. Ein ehemals auf Vermiculit abgebauter Pegmatit im „Tigerville Prospect“, Greenville County, South Carolina, lieferte bis zu 3 cm große Zirkone. Aus einem unbenannten Pegmatit bei Mellen im Ashland County, Wisconsin, wurden bis zu 20 cm lange, feinnadelige Kristalle („crystals of zircon up to 7 1/4 inches long and 1/16 to 1/8 inch in diameter“) beschrieben. In Graniten bei Haddam, Connecticut wurden ebenfalls Zirkone gefunden, darunter auch als „Calyptolith“ bekannte von der Chrysoberyll-Lokalität Haddam, Middlesex County. Nach George Frederick Kunz wurden Zirkone als „schöne schwarze Kristalle“ nahe Franklin, Sussex County, New Jersey gefunden.
Im Bundesstaat New York sind seit langem verschiedene Fundstellen bekannt, die größere Kristalle geliefert haben. Am Ausgang der „Two Ponds“ im Orange County fand man Kristalle bis 2 cm Länge zusammen mit Skapolith, Pyroxen und Titanit; am „Deer Hill“ südöstlich von Canterbury dunkelbräunlichrote bis schwarze Kristalle von bis zu 3 cm Länge und bei Amity, Town of Warwick, weiße, rötlich- und nelkenbraune sowie schwarze Kristalle. Bei „Diana“, Diana Township, Lewis County, traten bis zu 4 cm lange Kristalle zusammen mit Titanit und Skapolith; im St. Lawrence County mit Apatit in körnigen Kalksteinen bei „Robinson’s“ und bei Long’s Mills (Harder Farm?) im Gebiet von Hammond bis 3 cm lange Kristalle sowie bei Rossie, bei Fine („Fred Scott Farm Pegmatites“) und bei Pitcairn auf.
Aus der „Crystal King Zircon Mine“ („Ashton Location“) im Wichita Mountains Wildlife Refuge bei Indiahoma, Comanche County, Oklahoma wurden scharfkantige, glänzende, bräunlichrote Kristalle bis zu 2 cm Größe geborgen. In den 1950er und 1960er Jahren wurde Zirkon im nahegelegenen, im kambrischen Quanah-Granit sitzenden „Hale Spring Pegmatite“ abgebaut.
In Colorado vom „Mount Cheyenne“, richtiger wohl aus dem Gebiet „North Cheyenne Cañon – Helen Hunt Falls Area“ bei Colorado Springs, El Paso Co. fand man glänzende rötlichbraune, fleischrote oder grüne, pyramidale Zirkonkristalle. Vom „St. Peters Dome“ im Cheyenne bzw. St. Peters Dome District, El Paso County stammen scharfkantige, pyramidale, braunrosa Zirkonkristalle bis zu 2 cm Größe. Schließlich sind von der „Pacoima Canyon Pegmatite Locality“ (REE-U-Th) im Allanitpegmatit des Pacoima-Canyon, San Gabriel Mountains, Los Angeles County, Kalifornien, prismatische Zirkonkristalle bis zu 5 cm Länge bekannt.
Aus Syenitpegmatiten und Linsen in Syenitgneisen der 23 km südwestlich von Eganville liegenden Lokalität „Kuehl Lake“ bei Brudenell Township, Renfrew County, Ontario in Kanada, kamen sehr große, bräunlich- bis hyazinthrote, opake Kristalle bis zu 30 cm Länge und 10 cm Breite, die zusammen mit Apatit, Titanit, Hornblende und Calcit gefunden worden sind. Die Fundstelle ist seit den frühen 1880er Jahren bekannt. Die gleichfalls im Renfrew County liegende „Turner’s Island Mine“ befindet sich am Nordende von Turners Island im Lake Clear, ca. 5 km östlich des Westendes des Sees und 12 km südwestlich von Eganville bei Sebastopol Township. Sie ist ebenfalls seit dem 19. Jahrhundert bekannt und gehört aufgrund der hier vorkommenden Riesenkristalle zu den legendären Fundstellen der Welt. Aus den Gängen, die hier durch Hornblendegneise setzen, kennt man neben einem Zirkonkristall von einem Fuß (ca. 30 cm) Länge, einen 700 Pfund (ca. 315 kg) schweren Apatit, einen gleichfalls einen Fuß langen Titanitkristall sowie Titanitkristalle bis zu 18 kg Gewicht. Von hier stammen auch mehrere Zentimeter große, verzwillingte Zirkonkristalle, ferner auch aus der für ihre „Betafit“-Kristalle berühmten „Silver Crater Mine“ (Basin Property), Faraday Township, Hastings County. An diesem wahrscheinlich eine Carbonatit-Intrusion in Biotitamphibolite und syenitisierte Gneise darstellenden Fundort ist der Zirkon häufig mit Betafit vergesellschaftet. In der Regionalen Grafschaftsgemeinde Témiscamingue in der Region Abitibi-Témiscamingue in Québec ist entlang der Ostseite und der Hügel des Lake Sheffield der regionalmetamorph überprägte Alkaligesteinskomplex von Kipawa aufgeschlossen, der in mafischen Gneisen Pegmatit-Linsen aus grobkörnigem Eudialyt, Feldspat, Nephelin, Agrellit und unterschiedlichen Vertretern der Wöhleritgruppe sowie Alkali-Amphibolite und nichtagpaitische Nephelinsyenite enthält. Hier finden sich beige-rötliche bis rötlichbraune, zentimetergroße Zirkonkristalle, die zum Teil mit Magnesiokatophorit und/oder Mosandrit vergesellschaftet sind. Schließlich wurden im „Poudrette Quarry“ am Mont Saint-Hilaire, Regionale Grafschaftsgemeinde La Vallée-du-Richelieu, Montérégie, Québec, winzige, aber perfekt ausgebildete dipyramidale Kristalle von gelber Farbe gefunden, die als „Jargon“ bezeichnet worden sind.

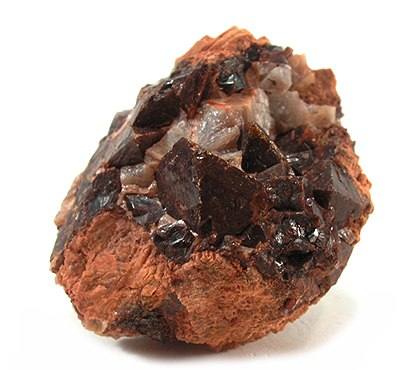
Wichita Mts Wildlife Refuge, Comanche Co., Oklahoma, USA
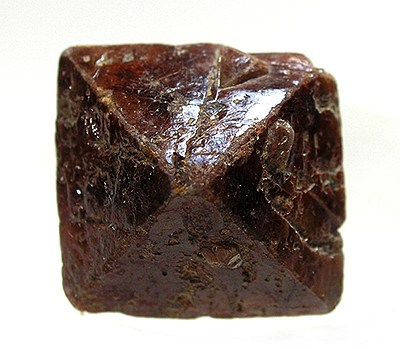
Tigerville, Greenville Co., South Carolina, USA
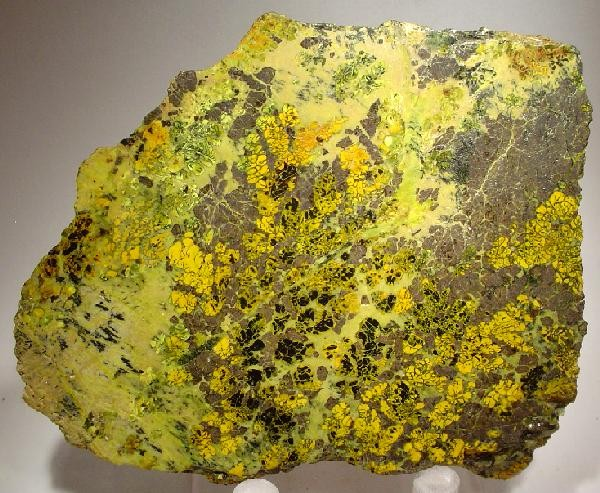
„Ruggles Mine“, Grafton, Grafton Co., New Hampshire, USA
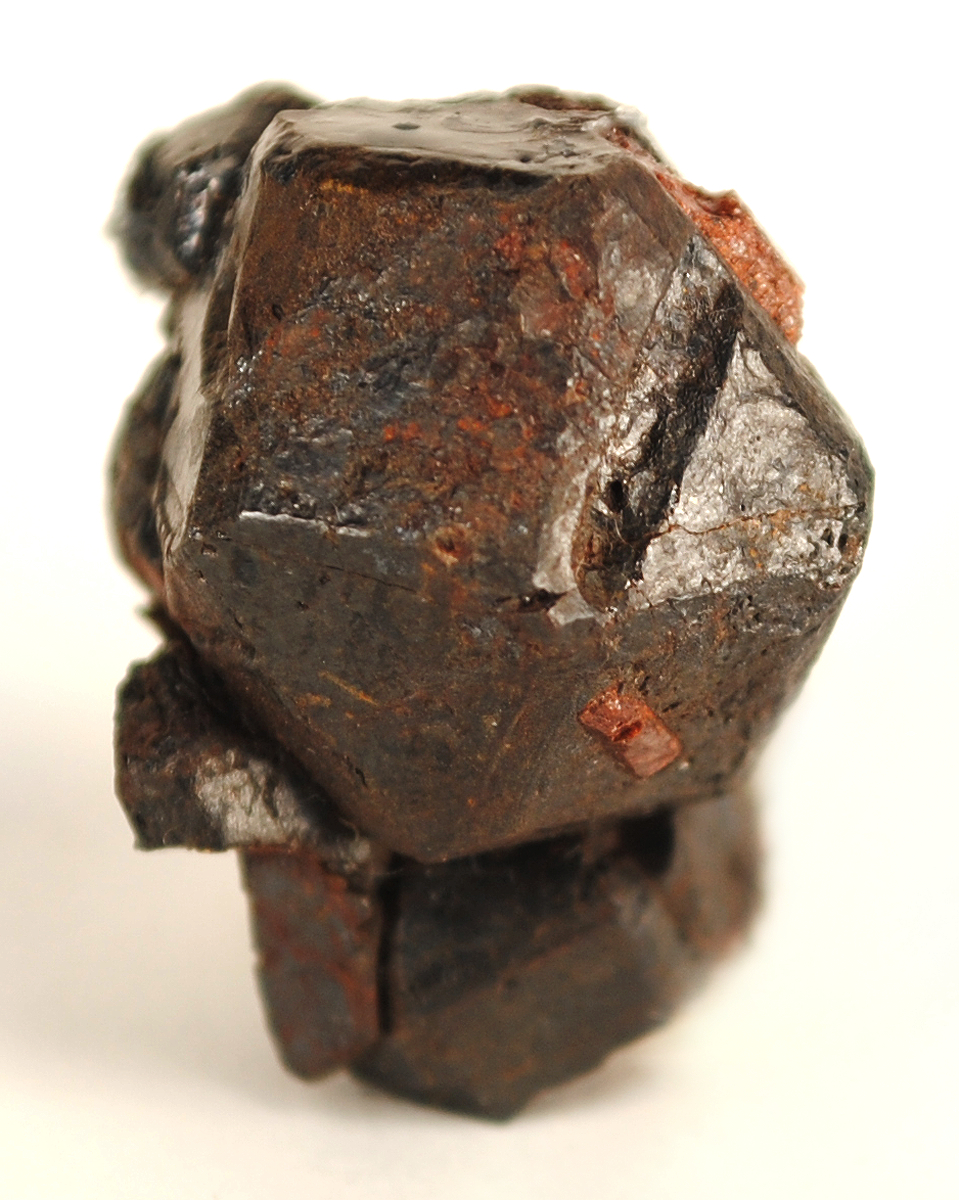
Zirkon mit Betafit, „Silver Crater Mine“, Faraday, Hastings Co., Kanada
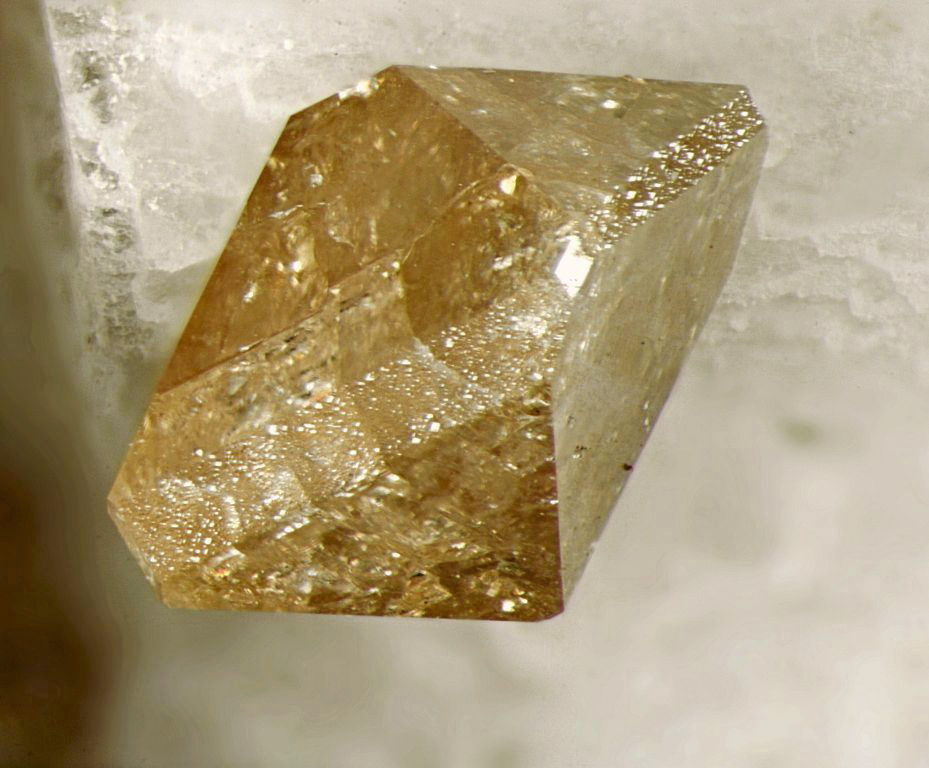
Poudrette Quarry, Mont Saint-Hilaire, Québec, Kanada

#### Südamerika
In Brasilien kommen braune bis nahezu weiße, opake Zirkonkristalle von bis zu mehreren Zentimetern Größe sowie Megakristalle von mehr als 50 kg Gewicht aus Nephelinsyeniten im Alkaligesteinskomplex von Peixe, Bundesstaat Tocantins vor. Ein häufig genannter Fundstellenname ist „Alminhas“.
Der Alkaligesteinskomplex von Poços de Caldas in Minas Gerais lieferte unter anderem grünliche dipyramidale Kristalle, die in Hohlräumen in Baddeleyit sitzen oder massige Aggregate aus „Caldasit“ bilden – einer nur hier vorkommenden Mixtur aus Zirkon und Baddeleyit. Metamikter Zirkon in Kristallgruppen bis über 6 cm Größe trat im Pegmatit „Alto Assis Moraes“ in Santa Luzia, Paraíba, auf. Aus der Region „Naque“ in Minas Gerais wurden kastanienbraune Zirkon-Hafnon-Mischkristalle von mehreren Zentimetern Länge gemeldet.

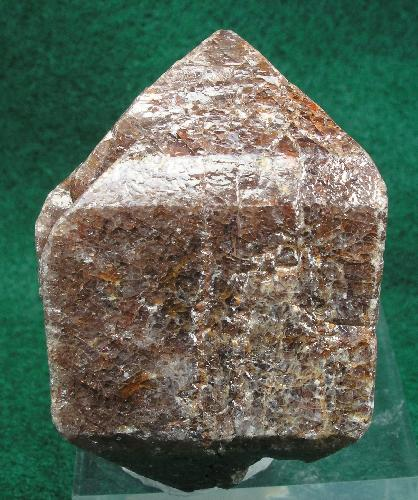
Peixe (fälschlich Goiás), Tocantins, Brasilien
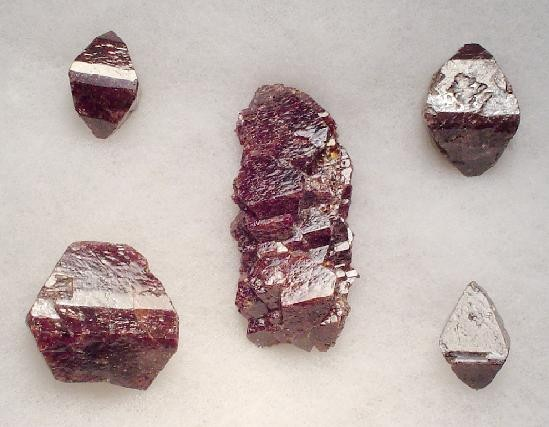
Einzelkristalle von Peixe, Tocantins, Brasilien
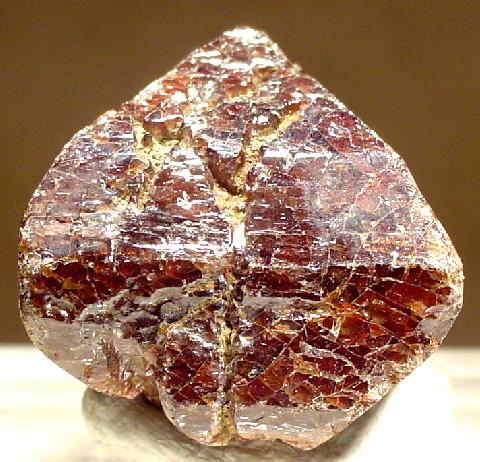
Poços de Caldas, Minas Gerais, Brasilien
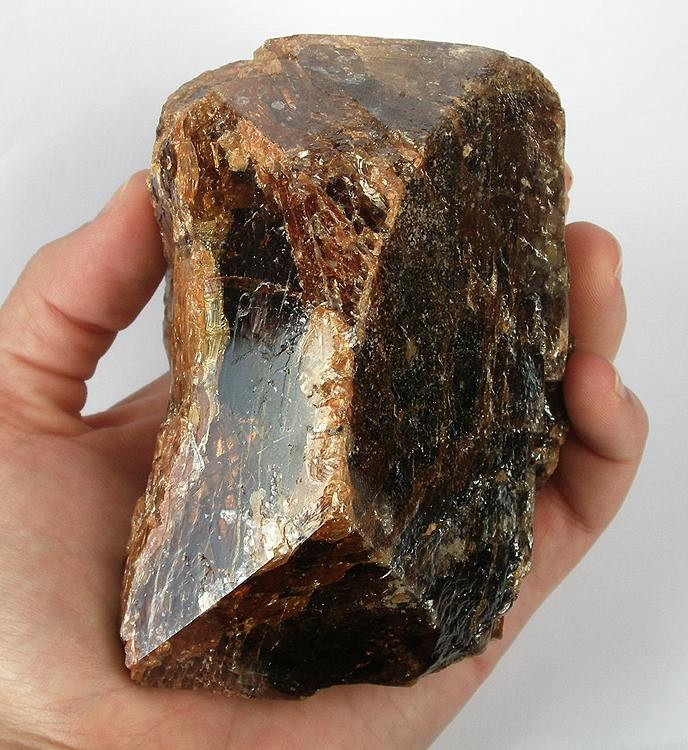
Mud Tank, Harts Ranges, Northern Territory, Australien
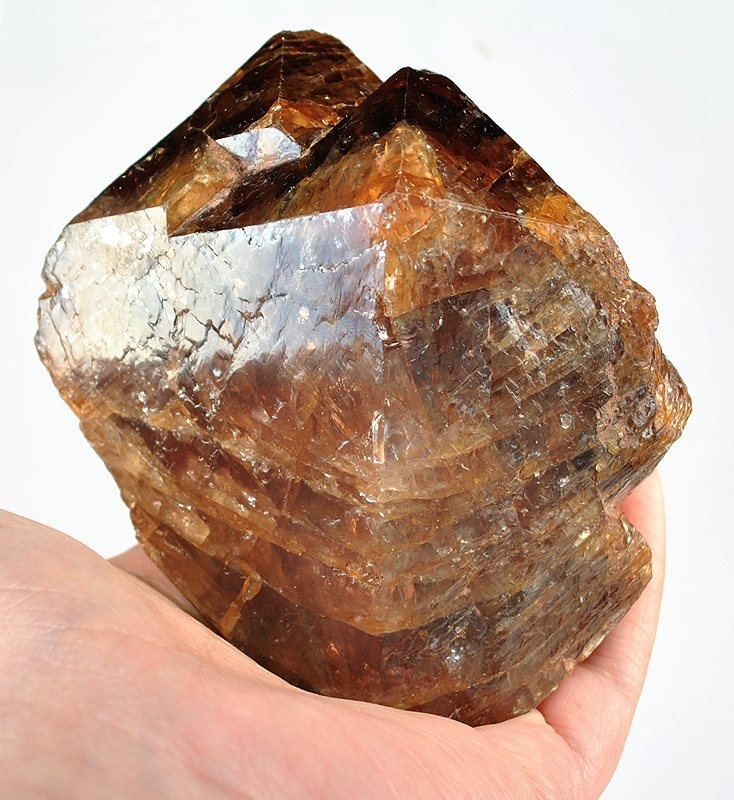
Zimtfarbener Kristall von 1,2 kg von Mud Tank, Australien

#### Australien und Ozeanien
Zu den Fundstellen mit den weltweit größten Zirkonkristallen zählt „Mud Tank“ bei Alcoota Station, Strangways Range, Central Desert Region, Northern Territory, Australien. Mud Tank ist eine in Carbonatiten sitzende Vermiculit-Zirkon-Lagerstätte, die im Tagebau abgebaut wird. Das Sammelgebiet von Mud Tank befindet sich in 6 km Entfernung vom Plenty Highway. Die hier gefundenen Zirkonkristalle können Größen bis zu 2,5 cm erreichen, sind honig- bis zimtbraun, wachsglänzend und weisen häufig durchscheinende Bereiche auf.
In meist abgerollter Form auf Seifenlagerstätten wird Zirkon – neben Fundstellen in Myanmar, Sri Lanka, Australien, Brasilien, Madagaskar und Mosambik – auch in Kambodscha, Thailand, Korea, Nigeria und Tansania gefördert.
Auch in einigen Mineralproben vom Meeresboden im Gebiet des Mittelatlantischen Rückens und des Südwestindischen Rückens sowie aus Tiefbohrungen vor der Küste von New Jersey wurde Zirkon gefunden, ebenso in einigen vom Mond stammenden Gesteinsproben.

## Verwendung

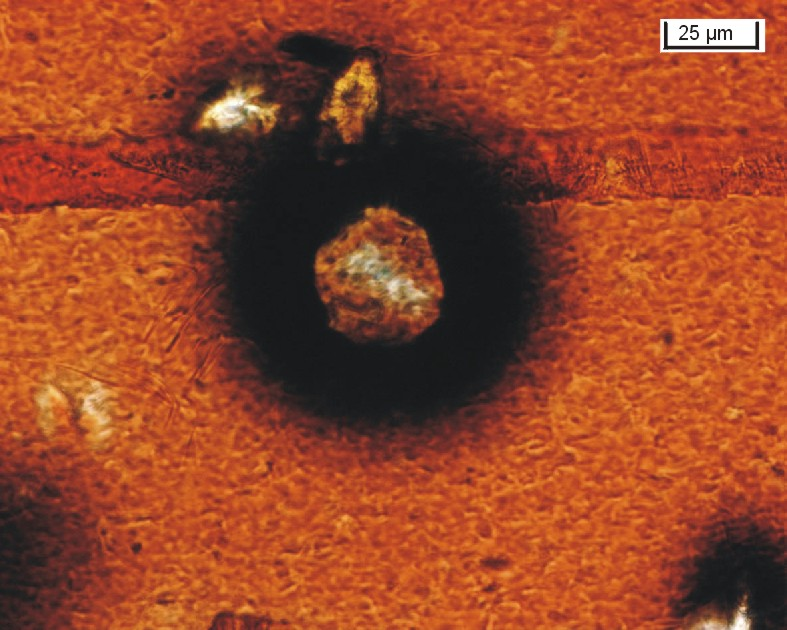
Zirkon in Biotit. Durch radioaktiven Alphazerfall entstehende Teilchen zerstören das Kristallgitter des Biotits unter Bildung pleochroitischer Höfe.

### Altersbestimmung in der Geologie
Seit der Entwicklung der radiometrischen Altersbestimmung kommt Zirkonen besonders in der Geochronologie Bedeutung zu, da sie Spuren der radioaktiven Nuklide 235U, 238U und 232Th (von 10 ppm bis zu 5 Gew.-%) enthalten. Alle diese Isotope zerfallen über Zerfallsreihen zu verschiedenen Bleiisotopen. Durch Messen der entsprechenden Uran-Blei- bzw. Thorium-Blei-Verhältnisse kann das Kristallisationsalter eines Zirkons bestimmt werden.
Verhältnisse stabiler Isotope geben Auskunft über die Umgebung, in der die Kristalle entstanden sind. Zirkone bewahren diese Information, da sie gegenüber geologischen Einflüssen wie Verwitterung und selbst hochgradiger Gesteinsmetamorphose äußerst resistent sind. So deuten Zirkone vom Mount Narryer und aus den Jack Hills im Narryer-Gneis-Terran, Yilgarn-Kraton, Westaustralien, die mit einem Alter von 4,404 Milliarden Jahren die ältesten bisher auf der Erde gefundenen Minerale darstellen, auf eine überraschend frühe Existenz kontinentaler Kruste und auf einen flüssigen Ozean hin. Die Jack Hills liegen südlich vom Murchison River an der Grenze zwischen dem Shire of Murchison und dem Shire of Meekatharra, etwa 800 km nördlich von Perth. Als ältestes datiertes Mineral Europas gilt ein 3,69 Milliarden Jahre alter Zirkonkristall aus Gneisen, die im Øvre-Pasvik-Nationalpark im Norden Norwegens, unweit der Stadt Kirkenes im Pasviktal in der Gemeinde Sør-Varanger, anstehen. Zirkone in einer Mondgesteinsprobe (Brekzie 72215) wurden auf 4,417 Milliarden Jahre datiert und zeigen damit einen sich länger hinziehenden Erstarrungsprozess der Mondkruste nach Entstehung des Mondes an.

### Provenienzanalyse in der Sedimentpetrologie
Eine wichtige Rolle spielt der Zirkon bei der Analyse des Schwermineralspektrums von Sedimentgesteinen. Durch Bestimmung von Kristalltracht und Kristallhabitus (dazu zählt auch das Längen-/Breitenverhältnis und der Abrollgrad) der Zirkone sowie der Ermittlung ihres Spurenelementgehaltes können die Liefergebiete der Sedimente mit ihren diskreten Gesteinstypen eingegrenzt oder sogar zugeordnet sowie die Aufarbeitung, mechanische Abrasion und Sortierungseffekte umfassenden Transportprozesse bis zum Ablagerungsraum der Sedimente im Idealfall auch quantifiziert werden.

### Schmuckstein

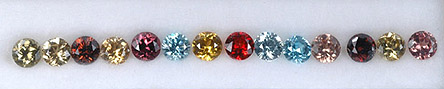
Facettierte Zirkone wie diese 5,5 mm großen bzw. 13,5 ct schweren Steine aus Vietnam existieren in vielen Farbtönen

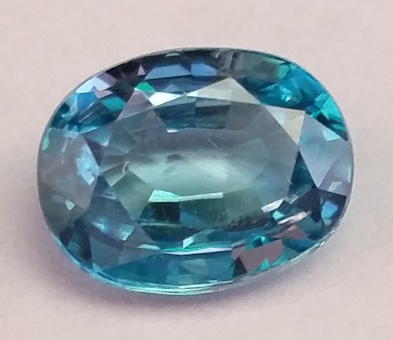
Blauer Zirkon, 3,36 ct, Kambodscha, wärmebehandelt

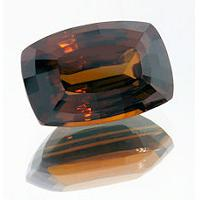
Honigbrauner Zirkon der Varietät Hyazinth

Aufgrund seiner hohen BG-Dispersion von 0,038 (im Vergleich dazu: Diamant: 0,044, Zirkonia: 0,066 und Quarz: 0,013) sind größere Exemplare geschätzte Schmucksteine. Farblose Zirkone erhalten meist Brillantschliff, farbige Steine auch Treppenschliff.
Durch Wärmebehandlung kann die Farbe von braunen oder braunroten bzw. trüben Zirkonen verändert werden. Gefärbte Zirkone werden durch Glühen unter oxidierenden Bedingungen (850–900 °C) farblos oder gelb bis rotgelb. Bei Wärmezufuhr unter reduzierenden Bedingungen (900–1000 °C) entstehen blaue Kristalle. Für Laien ist eine Unterscheidung des farblosen Zirkons von Diamant nur schwer möglich, da beide Minerale vergleichbare Brillanz und Dispersion („Feuer“) aufweisen. Diese Eigenschaften führten zu der Bezeichnung Matara-Diamant. Solche farblosen, in Sri Lanka vorkommenden Zirkone hielt man im 19. Jahrhundert für minderwertige Diamanten. Ebenso ist für Laien eine Verwechslung des blauen Zirkons mit Spinell möglich. Für farbige Zirkone existieren diverse Handelsnamen. Als Ratanakiri, abgeleitet von „Ratanakiri“ (kambodschanisch für „Edelsteinberg“), werden blaue Zirkone aus der Provinz Preah Vihear in Kambodscha bezeichnet. Auch mit dem Terminus Starlit wurde eine Zirkonvarietät benannt, die durch Brennen anderer Zirkone bei hohen Temperaturen einen blauen Farbton erhält. Kaduna-Zirkone stammen aus Nigeria und zeichnen sich durch eine honiggelbe Färbung aus. Die durch Brennen erhaltenen Farben sind jedoch nicht immer beständig – ultraviolette Strahlung und/oder das direkte Sonnenlicht können Veränderungen der Färbung bewirken.
Einer der größten bekannten geschliffenen Zirkone wird in der Smithsonian Institution aufbewahrt. Er ist von brauner Farbe und hat ein Gewicht von 105,80 Karat.

### Weitere
Zirkon ist das wichtigste Erz sowohl für Zirconium als auch Hafnium. Zirconium findet Verwendung als Legierungsmetall (Ferrozirkon) und – in Form der korrosionsfesten Legierung Zirkalloy (mit kleinen Mengen von Eisen, Chrom und Zinn) – als Reaktormaterial. Hier wird es wegen seines geringen Neutroneneinfangquerschnitts als Hüllmaterial für Brennstoffstäbe verwendet. Zirconium-Niob-Legierungen weisen supraleitende Eigenschaften auf, auch enthalten die meisten Superlegierungen auf Nickel- und Cobalt-Basis zwischen 0,03 und 2,2 % Zirconium. Gläser aus Zirconiumfluoriden weisen eine extrem große Infarotdurchlässigkeit auf und werden daher in der Glasfasertechnik verwendet. Zirkonglas dient der Ummantelung von radioaktiven Abfällen (z. B. Plutonium) zur Endlagerung, wobei die Behälter nach aktuellen Forschungen etwa 2000 Jahre der Strahlung standhalten. Wissenschaftler um Ian Farnan vom britischen Cambridge Nuclear Energy Centre an der University of Cambridge haben allerdings in Experimenten herausgefunden, dass die erwartete Haltbarkeit des Zirkonglases gegen das Plutoniumisotop 239Pu nur etwa 210 Jahre beträgt.
Bei dem aus Zirconium hergestellten Zirkonia handelt es sich um künstlich hergestellte Einkristalle aus Zirconium(IV)-oxid, die in der kubischen Hochtemperaturphase stabilisiert wurden und häufig als preiswerte Diamantimitation für Schmuck verwendet werden. Zirkonia lässt sich optisch nur schwer von Diamanten unterscheiden – hierfür wird die unterschiedliche Wärmeleitfähigkeit beider Substanzen verwendet. Während Diamanten besonders gut wärmeleitend sind, leiten Zirkonia Wärme besonders schlecht. Weitere relativ einfache und durch zerstörungsfreie Messverfahren zu ermittelnde Unterschiede zum Diamanten sind die unterschiedliche Lichtbrechung (Brechungsindex Zirkonia 2,18, Diamant 2,42), Dispersion (Zirkonia 0,066, Diamant 0,044) und Dichte (Zirkonia 5,8 g/cm³, Diamant 3,5 g/cm³). Stabilisiertes Zirkoniumoxid wird in verschiedenen Formen und Dimensionen hergestellt. Da die Verbindung ZrO2 einen extrem hohen Schmelzpunkt aufweist, werden schlickergegossene Ziegelsteine aus polykristallinem Zirkon oder Tiegelmaterial aus Zirkonia zur Herstellung mechanisch widerstandsfähiger, säurebeständiger und hochfeuerfester Werkstoffe verwendet. Solche hochfeuerfesten Oxidkeramiken weisen nur geringe Wärmeleitung und thermische Ausdehnung auf.
In der chemischen Industrie findet Zirconium Anwendung bei der Herstellung von Spinndüsen, Rohren, Rührern, Ventilen und Wärmetauschern. Zusammen mit Aluminiumoxid bzw. Korund findet Zirkon als Formsand in Gießereien, in der Glasindustrie und als Schleifmittel Verwendung. Poröse, ZrO2-basierte Keramiken sind ausgezeichnete Wärmeisolatoren – so können in Behältern aus Zirkonia Hochtemperaturgläser und Metalle mit hohem Schmelzpunkt geschmolzen werden. Zirkonia wird auch zur Herstellung von Schmelztiegeln und abrasionsfesten Werkstoffen wie beispielsweise Zahnimplantataufbauten und Zahnkronen/-brückengerüsten verwendet.
Anwendung findet Zirkonia schließlich auch in Form von polykristallinen Fasern zur Verstärkung in Verbundwerkstoffen (englisch composite material) und allgemein für Höchsttemperatur-Isoliermaterialien. Die Hauptanwendungsgebiete der ZrO2-Fasern sind Hochtemperaturöfen sowie Hitzebarrieren in Raketen, Raumfähren und Abschussrampen. Mit solchen Fasern isolierte Hochtemperatur-Laboröfen lassen sich sehr schnell aufheizen und anschließend auch sehr schnell wieder abkühlen. Für die Herstellung von glasfaserverstärktem Zement entwickelte „Cemfil“-Glasfasern enthalten einen hohen Anteil an Zirkon und sind dadurch besonders alkalibeständig. Diese Fasern erreichen zwar nicht dieselben Verstärkungseffekte wie Asbest, stellen aber wegen ihrer Unschädlichkeit gute Ersatzmaterialien für Asbestfasern dar.
Andere Zirconium-Verbindungen werden für Glasuren in der keramischen und in der Glasindustrie verwendet. Zu solchen mit Zirkon hergestellten Spezialkeramikprodukten zählen Zirkonporzellan, Zirkonsteatit, Zirkonglasuren und Zirkonemails. Die bei der Verbrennung von Zirconium entstehende Flamme weist eine Temperatur von 4660 °C auf und gibt ein reinweißes, sonnenartiges Licht ab. Daher wird Zirconium in Blitzlampen sowie in Feuerwerk und Leuchtspurmunition benutzt. Airbag-Gasgeneratoren und pyrotechnische Sicherheitsgurtstraffer enthalten ebenfalls Zirconium.

### „Zirkon“ in der Medizin
In der populärwissenschaftlichen Literatur wird Zirkon mitunter fälschlich als moderner Hochleistungswerkstoff in der Wiederherstellungsmedizin, vor allem der Zahnmedizin, genannt. Dabei ist jedoch regelmäßig nicht das über seine chemische Formel ZrSiO4 definierte Silikat Zirkon gemeint, sondern Zirkoniumdioxid ZrO2 mit geringen Beimengungen von Yttriumoxid zur Optimierung der Materialeigenschaften. Das Silikat Zirkon hingegen wird in der Wiederherstellungsmedizin nicht eingesetzt.
In den Natur- und heilkundlichen Schriften der mittelalterlichen Nonne und Universalgelehrten Hildegard von Bingen ist unter anderem die Verwendung von Hyazinth als Heilstein überliefert. Je nach Durchführung vorgeschriebener Anwendungsregeln soll er in der Lage sein, Sehschwäche, trübe Augen und Augenschmerzen, Fieber, Herzbeschwerden und durch teuflische Zauber ausgelösten Wahnsinn zu heilen. Zudem könne er durch seine innere Wärme bei Männern und Frauen das „Feuer des Blutes“ (Libido) auslöschen.
Der von Hildegard von Bingen beschriebene Hyazinth entspricht jedoch nicht der heute unter diesem Begriff bekannten gelbroten bis braunen Zirkonvarietät, auch wenn dies in vielen aktuellen esoterischen Publikationen fälschlich behauptet wird. Im griechischen Wortursprung ist ὐάκινθος ‚Hyacinthus‘ die Bezeichnung für einen blauen Farbton und die gleichnamige Blumengattung. Bei dem historischen Hyazinth handelte es sich demnach um einen blauen Stein

„Er [der Stein] trägt den Namen einer Blume und hat die Farbe des Himmels.“

und damit um einen Aquamarin, Saphir oder Türkis.
Dennoch wird der Zirkon auch von heutigen Esoterikern als bedeutender Heilstein angesehen, der angeblich Krampfadern und Wasserblasen an Beinen und Füßen beseitigen sowie Hodenerkrankungen heilen können soll. Daneben wird er nach Uyldert (1983) in der Varietät Hyazinth als Planetenstein dem Jupiter und nach Richardson und Huett (1989) als Zirkon dem Pluto zugeordnet. Als Amulettstein ist der Zirkon dem Tierkreiszeichen Jungfrau und als Monatsstein dem Dezember zugeordnet.

## Trivia
Ein Roter Zirkon spielt bei dem 2015 von Bert Saurbier veröffentlichten, gleichnamigen Eifel-Thriller die zentrale Rolle. In einem geheimen Forschungszentrum auf Burg Vogelsang mitten im Nationalpark Eifel arbeitet ein internationales Expertenteam daran, das Geheimnis um einen etwa zwei Meter langen, feuerroten Zirkonkristall zu lüften. Dieser steckte in einem Milliarden Jahre alten australischen Meteoriten und erzeugt ein Kraftfeld, das Objekte in seiner Nähe deutlich an Gewicht verlieren lässt.